# 井上成美
井上 成美（いのうえ しげよし/せいび、1889年〈明治22年〉12月9日 - 1975年〈昭和50年〉12月15日）は、日本の海軍軍人。最終階級は海軍大将。帝国海軍で最後に大将に昇進した二人の軍人の一人。

## 生涯

### 前半生
1889年（明治22年）12月9日、宮城県仙台市でブドウ園を経営する旧幕臣・井上嘉矩の11男として生まれる。「成美」という名は『論語』顔淵篇の一節 「子曰く、君子は人の美を成す、人の悪を成さず、小人はこれに反す」に由来し、父からそんな人間になるようにと何度も教えられた成美はこの名を誇りとした。1902年（明治35年）3月31日、宮城県尋常師範学校附属小学校高等科2年修了。4月1日、宮城県立第一中学校の分校に入学し、分校の廃校に伴い1905年（明治38年）に宮城県立第二中学校に移動。中学4年終了時の成績は「60人中1番、優科：数学、劣科：漢文、運動：不定、嗜好：音楽と細工」とある。第二中学校の同級生の回想では「井上君は恐ろしく頭が良く、数学と英語が得意だった」という。
1906年（明治39年）10月31日、海軍兵学校合格に伴い中学を5年生で中退し、11月24日に海軍兵学校第37期に成績順位181名中9番で入学。入校時の成績で決まる分隊の所属は第9分隊で、同分隊三号生徒15名中では先任者であった。当時を井上は「訓練は厳しかったが、（略）国家が自分たち兵学校生徒を大事にしてくれる、と感じたし、自尊心も生まれてきて、（略）自分の選んだ道は自分に合っていたな、という気持になった」と回想している。
兵学校の三号生徒（一学年、井上在校時の兵学校の在校期間は3年）であった井上は、「英語の成績の悪い生徒」として教官から名指しされた。井上は、英語が抜群と評価されていた同期生に英語の勉強方法を尋ね「英語の小説、"Adventures of Sherlock Holmes" でも原書でどんどん読め」と助言され、同書を手に入れて読んでみたものの歯が立たなかった。兵学校入校時に181名中9番の好成績だった井上は、二号生徒（二学年）に進級する時は16番に席次が下がった。しかし、二号生徒になるまでには英語力を高め、二号生徒の一学期には首席となった。
1909年（明治42年）11月19日、海軍兵学校を成績順位179名中2番で卒業し、少尉候補生となる。卒業に際し、恩賜の双眼鏡を拝受。2等巡洋艦宗谷乗組。第一期実習が始まり練習艦隊近海航海へと出発し、12月29日帰着。1910年（明治43年）2月1日、練習艦隊遠洋航海に出発し、7月3日帰着した。第二期演習が始まると戦艦三笠、装甲巡洋艦春日乗組を経て、12月15日に 海軍少尉に任官。
海軍少尉への任官時に、兵37期の最先任者（クラスヘッド）となった。
1911年（明治44年）1月18日巡洋戦艦鞍馬乗組。鞍馬は同年4月から11月までイギリスのジョージ5世戴冠記念観艦式に遣英艦隊の旗艦として参加する。1912年（明治45年）4月24日、海軍砲術学校普通科学生となり、山本五十六から兵器学を教わった。8月9日、海軍水雷学校普通科学生となり、在校中の12月1日に海軍中尉進級。1913年（大正2年）2月10日二等海防艦高千穂乗組。9月26日巡洋戦艦比叡乗組。1914年（大正2年）8月23日、第一次世界大戦に伴い日本はドイツに宣戦布告した。比叡は青島のドイツ軍基地を攻略する陸軍部隊の間接掩護を命じられ、約1か月間、東シナ海方面で警戒任務に当たったが、戦闘は生じなかった。1915年（大正4年）7月19日、第17駆逐隊附。駆逐艦桜乗組。井上の最初で最後の駆逐艦勤務となった。12月13日、海軍大尉となり戦艦扶桑分隊長。1916年（大正5年）12月1日海軍大学校乙種学生となる。1917年（大正6年）5月1日、海軍大学校専修学生となり、12月1日に卒業し航海科を専門とする兵科将校となった。砲艦淀航海長。
1917年（大正6年）1月19日、27歳で原喜久代（20歳）と結婚（喜久代の係累については「親類関係」を参照）。義姉・たま（兄・井上秀二の妻）の妹婿・大平善一の親友・阿部信行の義妹が喜久子という縁であった。第一次世界大戦において第一特務艦隊に属し、インド洋方面での通商保護に従事。1918年（大正7年）5月、呉に帰投し、同年7月に淀は日本が占領したドイツ領南洋群島を巡航して新占領地の整備に従事し、約5か月後に小笠原諸島・父島に帰投。
1918年（大正7年）12月1日、スイスの駐在武官を拝命する。1919年（大正8年）2月8日に長女の靚子が誕生した。靚子の誕生を見届けた井上は、2月10日に神戸港を出発し4月にスイスに着任した。井上は毎日1時間、ドイツ人教師についてドイツ語の個人教授を受けて習得に励み、スイス到着の2か月後に「独語の日常会話は支障ない程度に達した」旨を海軍次官に報告した。しかしスイス人のドイツ語には訛りがあり、習得の妨げとなるため、井上は早期にドイツに移ることを望んだ。1920年（大正9年）7月1日、平和条約実施委員となり、ベルリンで英仏伊の委員たちとドイツ軍の武装解除に従事。井上のドイツ語は、ドイツ当局者との折衝時に通訳を要さず、イギリス将校のために通訳をするレベルに達していた。在欧中にフランス語も習得したいという井上の希望が通り、「平和条約実施委員」を免ぜられ、1921年（大正10年）9月1日からフランス駐在となり、パリでフランス語修得に従事し、フランス人教師の個人教授を毎日1時間受けた。井上のフランス駐在は僅か3か月だったが、日本への帰国後、海軍次官代理に「仏語は、読み・書き・会話、いずれも支障ないレベルに達した」旨を報告している。井上は「海軍生活において、独語は日独伊三国軍事同盟に役に立った程度だが、仏語は、後々の勤務において外国人との付合いに使う機会が多く大変役に立った」と回想する。12月1日、海軍少佐となる。大西洋を渡りアメリカ経由で2月に帰国した。生涯で唯一のアメリカ訪問だった。
1922年（大正11年）3月1日、軽巡洋艦球磨航海長兼分隊長となり、主にシベリア出兵に伴う警備行動に従事した。12月1日、海軍大学校甲種第22期入校。大尉時代に欧州に3年間駐在し、甲種学生を受験できなかった井上は、従来の規則では受験資格を失う所だったが、規則改正により受験できた。井上は同僚から「甲種入学の規則が変わったのは、貴様のためだって言う評判だよ」と冷やかされたという。井上の甲種学生選考試験での筆記試験成績は60番で、本来なら落第だったが、海外勤務が長かったことを考慮して特例で口頭試験の受験を許され、口頭試験では1番で合格した。1924年（大正13年）12月1日、海軍大学校甲種学生卒業、海軍省軍務局第一課B局員。井上は海軍書記官・榎本重治と親友となった。
1925年（大正14年）、榎本重治海軍書記官に「治安維持法が近く成立するが、共産党を封じ込めずに自由に活動させる方がよいと思うが」と問われた井上は無言であった。それから二十数年が経った戦後のある日、横須賀市長井の井上宅を初めて訪ねてきた榎本の手を握って、井上は「今でも悔やまれるのは、共産党を治安維持法で押さえつけたことだ。いまのように自由にしておくべきではなかったか。そうすれば戦争が起きなかったのではあるまいか」と語った。
1925年（大正14年）12月1日、中佐に進級。1927年（昭和2年）10月1日、海軍軍令部出仕。11月1日、在イタリア日本大使館附海軍駐在武官兼艦政本部造船造兵監督官兼航空本部造兵監督官。横浜港から渡欧。ローマに着任した井上はイタリア人やイタリア軍についてネガティブな経験を重ねた。これは、井上が軍務局長時代に日独伊三国同盟に反対する理由の一つとなった。1929年（昭和4年）11月30日、海軍大佐となり12月に帰国した。帰国した井上は妻・喜久代の肺結核が悪化して看護が必要であるため、海軍人事当局に陸上勤務を願い出て1930年（昭和5年）1月10日、海軍大学校教官に補された。井上は人事当局の配慮に感謝し、空気の良い鎌倉に家を借りて喜久代の療養を優先した。井上は海大教官として甲種学生への戦略教育を担当した。井上の戦略教育は理詰めであり「戦訓を基礎としない兵術論は卓上の空論に過ぎない」「精神力や術力（技量）を加味しない純数学的な（戦略）講義をすることは、士気に悪影響を及ぼす」という批判も受けた。

### 軍務局一課長
1932年（昭和7年）10月1日、軍令部出仕兼海軍省出仕、軍務局第一課勤務。海軍省軍務局長・寺島健の指名により、11月1日に海軍省軍務局第一課長に補された。海軍省軍務局は海軍軍政の要であり、井上が補された一課長は、局の筆頭課長であった。同日に妻の喜久代が肺結核で死去した（37歳没）。
井上は、五・一五事件における海軍青年士官を中心とする首謀者たちが世論から英雄視されている風潮に危機感を覚えた。井上はこの事件に刺激された陸軍の青年将校たちが「海軍に先を越された」と考え、必ず事を起こすに違いないと予想していた。井上は海軍省を「海軍の兵力」で守る準備を始めた。海軍省の構内にある東京海軍無線電信所が「官衙」ではなく「部隊」であり武装できることに気づき、小銃20挺を配備した。所長が、井上と同期の武田哲郎であったのが幸いした。さらに「軍事普及並びに宣伝用」という名目で戦車一台を海軍省内に常駐させた。
1933年（昭和8年）3月、軍令部の権限を強化する「軍令部条例並に省部事務互渉規定改定案」を軍令部が提起した際、試案を通読した井上は、この件を自ら処理することとした。海軍省を代表する井上に対する軍令部側の代表は、軍令部第二課長の南雲忠一大佐であり、南雲は井上を何度も「殺すぞ」と脅迫した。井上は、表書は「井上成美遺書 / 本人死亡せばクラス会幹事開封ありたし」、本文は「どこにも借金はなし。娘は高女（高等女学校）だけは卒業させ、出来れば海軍士官に嫁がせしめたし」という遺書を執務机に入れていた。改定案（決裁権限者海軍大臣）は主務課長の井上が決裁しないため成立せず、8月に入ると軍令部は自身で改定最終案を作り、海軍大臣・大角岑生大将に突きつけ、軍令部長・伏見宮博恭王は大角に辞職をちらつかせた。大角は伏見宮の圧力に屈し、海相以下の海軍省首脳部が改定案に同意した。
9月16日朝、寺島が井上を軍務局長室に呼び、井上に改定案へ同意するよう言ったが井上は拒否し、さらに「事態を紛糾させた責任をとって辞職する」旨返答し、軍服を背広に着替えて鎌倉の家に帰った。海軍次官・藤田尚徳中将の使者がその晩に井上宅を訪問して翻意を促したが、井上は拒否した。海軍大臣秘書官・矢牧章少佐は、週明けの9月18日に、第二種軍装の胸に勲章を吊った井上が海軍大臣室から出て来たため、井上が大角に進退をうかがい、予備役編入を願い出たと解釈した。矢牧が入れ替わりに大臣室に入ると、大角は「そうまで思いつめんでええと言うんだが、井上が諾（き）かんのだ。何遍言っても諾かんのだ。困ったな、困ったな」と赤い顔をして言ったという。軍令部条例と省部事務互渉規定が大角の決裁により改正され、昭和天皇は裁可する際に「一つ運用を誤れば、政府の所管である予算や人事に、軍令部が過度に介入する懸念がある。海軍大臣としてそれを回避する所信はどうか」と問うた。これは正に井上が危惧し、反対した所だった。

### 比叡艦長
9月20日、井上は横須賀鎮守府付となった。予備役編入を前提とするような辞令だったが、伏見宮が「井上をよいポストにやってくれ」と口添えしたため、井上は予備役編入されず、11月15日付で練習戦艦「比叡」艦長に補された。
井上は、比叡の若手士官が国粋思想の影響を受けた会合に出席するのを禁じた。その上で「軍人勅諭」を平易に説いた冊子「勅諭衍義」を「比叡」乗組の士官全員に配布した。この「勅諭衍義」は後に井上が兵学校長に着任した際にも、教官兼幹事に参考資料として配布された。その際に井上が自らつけた説明文に「本稿記述の当時（昭和9年）は5.15事件後にして海軍部内思想動揺時代［之は少々過言かも知れず、然し本職は左様考えて対処せり］なりしことを念頭に置きて之を読むの要あり」とある。井上は「比叡」の若手士官たちに「軍人が平素でも刀剣を帯びることを許されているのは、国を守るという極めて国家的な職分を担っているからである。統帥権の発動もないのに勝手に人を殺せということではない」と繰り返し諭した。
1934年（昭和9年）、三浦半島の西側、横須賀市の反対側の長井町の相模湾が一望できる海岸に面した崖縁に井上の家が完成した。
比叡はロンドン海軍軍縮条約により練習戦艦となっており、横須賀鎮守府所属の警備艦で、横須賀軍港に在泊していた。比叡艦内に起居する井上は、毎週末には長井の新宅に戻った。一人娘の靚子は、東京・西大久保の親戚の阿部信行陸軍大将宅に寄宿して、東京女子高等師範学校付属高等女学校（現・お茶の水女子大学附属中学校・高等学校）に通っていたが、週末には長井の井上宅に戻ってきて、父娘二人で水入らずの生活を楽しんだ。夏休みには、靚子が女学校の友達を連れてくることもあった。
1935年（昭和10年）4月1日、井上は大連港の桟橋に「計算尺が操艦しているようなやり方で」ぴったり接舷させて、大連港港務部長に「戦艦が本港に横付けしたのは初めてです」と操艦の腕を賞賛された。当時、戦艦のような大型艦船は入港しても、直接接岸を試みると接触時に艦体に大きな破損の惧れがあるため、沖合いに錨泊するのが普通だった。井上は、翌朝まで帰艦しない予定で上陸した。従兵長の下士官が、その隙に艦長室のベッドで熟睡してしまった。予定を切り上げて帰艦した井上がこれを見つけたが、誰にも言わなかった。懲罰を受けずに済んだ従兵長は井上の恩情を長く徳とした。
また、井上は比叡飛行長今川福雄大尉の操縦する94式水偵にしばしば同乗した。飛行科出身でない艦長が、搭載機に同乗するのは異例であった。井上と親しく接した今川は、井上の人格に惚れ込み、井上の了解を得て、井上の名前「成美」にあやかって息子を成雄（しげお）、娘を美子（よしこ）と名付け、戦後も度々井上宅を訪ねた。
井上によると、大尉の時に航海長を務めた淀（常備排水量1,450トン）のような小さなフネなら酔わないのに、フネが大きくなるほど酔いやすかった。比叡艦長の時には、戦艦の艦長たる者が航海中に船酔いで寝ている訳には行かず一番困ったという。

### 横須賀鎮守府参謀長
1935年（昭和10年）8月1日、再び横須賀鎮守府付となる。少将進級直前である6年目の大佐が現職を離れるのは異例だった。
11月15日、海軍少将に進級（慣例通りクラスヘッドとして同期で最初の少将）し、横須賀鎮守府参謀長となる。12月1日、米内光政が横須賀鎮守府司令長官に着任した。この頃に井上は米内の信頼を得て以降、米内の下で活躍することになる。
海軍省が所在する東京府を管轄し、麾下に実戦部隊を有している横須賀鎮守府（以下、横鎮）の参謀長となり、海軍省を『海軍の兵力』で守る対策を十分に準備できる立場となった井上は、長官・米内の承認を得ていざという時、即座に十分な「海軍の兵力」を東京の海軍省に差し向けられるように下記のように準備した。
1. 横鎮所属の兵員で特別陸戦隊一個大隊を編成して、2回召集し、顔合わせと訓練を行った。
2. 万一の時には海軍省に派遣し、大臣官房の走り使いや連絡に当たらせ、または小銃を持たせて海軍省の警備に当たらせるべく、横須賀所在の海軍砲術学校に要請して、砲術学校に所属する掌砲兵20人をいつでも横鎮に呼集できるように準備した。
3. いかなる場合でも、特別陸戦隊一個大隊を東京の海軍省に急派するため、横鎮所属の警備艦である軽巡洋艦那珂艦長に昼夜雨雪を問わず、芝浦に急行できるよう研究を命じた。

これらの真の目的を知るのは、米内・井上・先任参謀の横鎮トップ3名のみだった。
井上は横鎮に着任すると、庁舎内に記者控室を作ってそこに参考図書を備えるなど、新聞記者に便宜を図った。
1936年（昭和11年）2月20日頃、出入りの新聞記者から、東京の警視庁の前で陸軍が夜間演習を行ったという情報が井上に入る。井上は警戒態勢に入り、2月26日早朝、官舎で就寝中の井上に副官から電話が入った。「新聞記者から、本日早朝に陸軍が反乱を起こしたという情報が入った」という二・二六事件勃発の知らせだった。井上は、幕僚全員を鎮守府に非常召集するよう命じて、自分も直ちに登庁した。井上が、横鎮に着くと、既に幕僚たちは全員揃っていた。副官から詳細な情報を聴いた上で、かねて用意の手を打った。
- 横鎮砲術参謀を自動車で、東京へ実情実視に急派。
- 横鎮から海軍砲術学校所属の掌砲兵20人を海軍省に急派。
- 特別陸戦隊一個大隊用意。軽巡洋艦木曽急速出港用意[注釈 15]。
- 横鎮麾下各部隊は自衛警戒。

井上の事前準備が功を奏し、全ての措置は混乱なく実施された。
午前9時近く、長官官舎の米内から「俺も出て行った方がいいか」と電話がかかってきた。
井上は「当面の手は全て打ちましたが、やはり長官が鎮守府においでの方がよろしいでしょう」と返答した。登庁した米内は、井上に陸軍反乱部隊が宮城を占領したらどうすべきか問うた。井上は「もしそうなったら、どんなことがあっても陛下を比叡（横鎮所属）においで願いましょう。その後、日本国中に号令をかけなさい。陸軍がどんなことを言っても、海軍兵力で陛下をお守りするのだと。とにかく（陛下に）軍艦に乗って頂ければ、もうしめたものだ」と即答した。特別陸戦隊一個大隊を乗せた木曽の出港寸前に、軍令部から「待った」がかかった。警備派兵には手続が要り、横鎮長官が麾下の警備艦に管区内を行動させるのにも、軍令部総長が天皇の命令を伝達する形式を踏まねばならないという内容だった。軍令部は「横須賀鎮守府特別陸戦隊（曩<さき>に派遣のものを合せ四（個）大隊を基幹とす）を東京に派遣し海軍関係諸官庁の自衛警戒に任じしめらる」という命令を出した。この時点で横鎮が用意していた特別陸戦隊は一個大隊だったので、三個大隊を追加編成する必要が生じた。そのため、佐藤正四郎大佐が指揮する横鎮特別陸戦隊4個大隊は、その日の午後遅くにようやく東京・霞が関の海軍省（2012年現在の農林水産省本庁舎の場所）に到着した。井上にとっては不本意であったが、結果として特別陸戦隊4個大隊（2,000余名）を編成・派遣したことで、陸軍反乱部隊（歩兵のみで1,500名程度）と同規模の陸戦兵力を海軍省に配備することができた。
戦後、井上は二・二六事件当時の軍法によると、横鎮の所管区域である「神奈川県・東京府の海岸海面」上で横鎮麾下の警備艦を行動させるのは横鎮長官の権限で実施できた。ただし、海軍省警備のために陸戦隊を芝浦に上陸させるのは、「陸上」は横鎮の所管区域ではないため、横鎮長官の権限を越えたかもしれない。これは、横鎮長官の有する「警備」権限の解釈、すなわち『鎮守府令』第2条「鎮守府は所管海軍区の警備に関することを掌り」の解釈の問題である。結果としては軍令部の干渉に屈してしまったが、「木曽」を芝浦に回航するのは、軍令部が何を言おうが、横鎮長官の権限で出来たのだから、直ちにやるべきだった、と悔やんでいる。井上が、海軍省軍務局一課長時代に、生命と職を賭して反対した「省部事務互渉規程の改訂」により、改訂前は海軍大臣の管轄だった「国内警備艦戦部隊の派遣」に干渉できるようになっていた軍令部が、横鎮の素早い動きに待ったをかけたのは、井上の軍務局一課長時代の危惧が当たったことになる。
11月16日、軍令部出仕兼海軍省出仕に転じ、兵科機関科将校統合問題研究従事。海軍大臣・永野修身大将の特命によって、海軍の長年の懸案だった「兵科将校と機関将校の一系化 （兵機一系化）」問題の解決に専念した。1937年（昭和12年）、井上は「兵科将校と機関科将校の両方の勤務をこなす少尉候補生の育成には、現在の兵学校・機関学校の修業年限4年でも不足。4年の修業年限を維持するなら、一系化を促進すべし」という答申書を、海軍次官・山本五十六に提出した。

### 軍務局長
1937年（昭和12年）10月20日、海軍省軍務局長兼将官会議議員。米内光政が海軍大臣に、山本五十六が海軍次官に既に就任していた。海軍省詰めの新聞記者たちは、この三人を「海軍省の左派トリオ」と呼んだ。
この頃、支那事変（日中戦争）が本格化した時期であった。揚子江流域には、英・米・仏の権益が多く存在し、それらの国との摩擦が各所で起き、海軍に関係する問題は全て軍務局長の井上へ集中した。井上によれば「（中国における軍事行動においては、常にアメリカを刺激しないように、怒らせないようにと苦心し、）航空部隊の連中には誠に気の毒だったが、その軍事行動に非常に厳しい制限が加えられ（ていた）」という。12月12日、海軍の艦上爆撃機隊が、南京付近の揚子江上で米国砲艦を誤爆・沈没させる「パナイ号事件」が発生した。井上は、米国の態度硬化を危惧し、山本と共に素早く率直に非を認め、事件を収拾すべく奔走した。日本政府は当時の常識を越える多額の賠償金220万ドル＝670万円（当時）を支払い、駐日大使グルーを通じてアメリカに陳謝する措置を取った。
井上は「昭和12、13、14年にまたがる私の軍務局長時代の2年間は、その時間と精力の大半を（日独伊）三国同盟問題に、しかも積極性のある建設的な努力でなしに、唯陸軍の全軍一致の強力な主張と、之に共鳴する海軍若手の攻勢に対する防禦だけに費やされた感あり」と回想する。ドイツは日独伊三国防共協定を軍事同盟に強化したいと日本に打診してきた。海軍部内も三国同盟に肯定的な者は多く、マスコミは、英・米・仏の「露骨な援蔣行為」を批判し、ドイツの「躍進」ぶりを持ち上げて、反英米・親独の世論を煽っていた。しかし、米内・山本・井上は三国同盟に絶対反対の態度を堅持した。井上は「海軍で（三国同盟に）反対しているのは、大臣、次官と軍務局長の三人だけということも世間周知の事実になってしまった。山本次官が右翼からねらわれているとの情報あり、次官に護衛をつけ、官舎へ帰る途順を色々変えたり、秘書官が心配して私に、催涙弾でもお持ちになってはいかがですかと申し出たのもこのころのことであった」と回想している。
ドイツ語に堪能な井上はアドルフ・ヒトラーの『Mein Kampf』（『我が闘争』の原書）を読み、その中で「日本人は、想像力のない劣った民族だが、小器用でドイツ人が手足として使うには便利だ」という箇所が訳本で省かれていることを知っていた。井上はその部分を局員たちに話しても誰も耳をかさなかったので、訳文をガリ版に刷って配ったが誰も意に介さなかったので腹を立てていた。井上は軍務局長名で海軍省内に「ヒトラーは日本人を想像力の欠如した劣等民族、ただしドイツの手先として使うなら小器用・小利口で役に立つ存在と見ている。彼の偽らざる対日認識はこれであり、ナチスの日本接近の真の理由もそこにあるのだから、ドイツを頼むに足る対等の友邦と信じている向きは三思三省の要あり、自戒を望む」と通達した。
三国同盟を主張する陸軍と、反対する海軍の交渉が進むにつれ、論点は「自動参戦義務条項」に絞られた。陸軍はこれを是認し、海軍は絶対反対であった。三国同盟を巡る陸軍と海軍の対立が頂点に達した1939年（昭和14年）8月上旬には、陸軍がクーデターを起こすのではないかという見方が、海軍省の井上らの周囲で強まってきた。14日の朝には、麹町付近で演習していた陸軍部隊が、東京・霞が関の海軍省の前まで姿を現して去った。井上は、横須賀鎮守府の参謀長、先任参謀、砲術学校の教頭と陸戦課長らを海軍省に呼んで海軍省警備の打ち合わせを行った。井上は海軍省の建物は陸戦隊の兵力で防衛できるが、水と電気を切られた場合に対応出来るかと考え、部下の軍務局第三課長に海軍省構内井戸の水量、小型発電機などの検討を指示した。
10月10日、井上の一人娘の靚子が、海軍軍医大尉の丸田吉人（よしんど）と結婚した。
10月18日、軍令部出仕へ転ず。

### 支那事変、支那方面艦隊参謀長
1939年（昭和14年）10月23日に支那方面艦隊兼第三艦隊参謀長に補され、上海に在泊する支那方面艦隊旗艦「出雲」へ赴任した。11月15日、井上は中将に進級し、同時に第三艦隊の解隊で兼任は解かれた。
艦隊司令部所属の軍楽隊に目をかけ、旗艦「出雲」内に、他の邪魔にならない練習場所を確保してやったり、国際都市の上海ゆえに一流の楽団の演奏会や音楽映画の上映があると、ポケットマネーで切符を買って全楽員を行かせたりと、物心双方で援助をした。琴やピアノの演奏に長けており、音楽の素養が深い井上は、軍楽隊が演奏する都度、気がついたことを楽員にアドバイスした。休日には日本人公園で野外演奏を行わせ、外国人を含む聴衆から拍手を受ける経験を積ませ、軍楽隊の士気を高めた。
ある会食で、飲めぬ酒を付き合ってほろ酔い加減となった井上は、兵学校で2クラス下（井上が一号生徒の時、三号生徒）の第五防備隊司令の板垣盛大佐に「貴様の前だけど、貴様の兄貴（板垣征四郎）、ありゃほんとうにいやな奴だな。東京にいたころ、俺は軍務局長相手は大臣で、対等の勝負にならなかったが、今度は同じ参謀長だ。南京へ行く機会があったら腹に据えかねていることをうんと言わせてもらうから、ついでの時そう伝えとけよ」「貴様も陸軍へ進めばよかったな。そうすりゃ、あの兄貴の引きで今ごろ少将かもしれんぞ。惜しかったんじゃないか、おい」と絡んだ。温厚な板垣は嫌な顔もしなかったが、末席で聞いていた、支那方面艦隊の最後任幕僚（暗号担当）の市来崎秀丸大尉は、井上が三国同盟を巡って板垣征四郎に不愉快な思いを多々させられたのは分かるが、何の責任もない弟にひどいことを言うものだ、と板垣盛に同情した。
日本軍が陸上から攻撃できない重慶で抗戦を続ける蔣介石政権を崩壊させるため、1940年（昭和15年）5月1日から9月5日までの約4か月間、「一〇一号作戦」（重慶爆撃）が実施された。陸海軍の航空兵力を結集して、四川省方面の中国空軍を撃滅し、重慶の蔣介石政権の政府機関、軍事基地、援蔣ルートを破壊するのが目的だった。従来から支那方面艦隊の隷下にあった第二連合航空隊、第三連合航空隊に、連合艦隊から増援された第一連合航空隊が加わり、漢口方面の飛行場には、陸攻・艦攻・艦爆・艦戦、約300機が集結した。井上は6月4日に漢口へ飛び、第一連合航空隊司令官の山口多聞少将、第二連合航空隊司令官の大西瀧治郎少将をはじめとする将兵を激励した。支那方面艦隊参謀長が最前線に出るのは異例で、百一号作戦に寄せる井上の期待が大きかったことをうかがわせる。百一号作戦の開始当時は、重慶を爆撃可能な航続力を持つ九六式陸上攻撃機を、航続力の短い九六式艦上戦闘機が護衛できず、陸攻隊の損害が日を追って増えた。航続力が飛躍的に長く、強力な武装を備えた零式艦上戦闘機が漢口に送られ、15機が揃って8月19日から実戦に参加した。9月13日に、重慶上空で、零戦13機が27機の中国軍戦闘機隊を捕捉し、中国軍戦闘機を全滅させて零戦は全機が帰還する大戦果を挙げた。以後、重慶上空の制空権は日本側に移り、重慶爆撃の戦果は大いに上がった。
井上は支那方面艦隊水雷兼政策参謀・中山定義少佐のみを従えて、8月6日に九六式陸攻で上京し翌日、軍令部第一部長の宇垣纏少将ら海軍省・軍令部の十数名と会談し、支那方面艦隊の現状報告と中央への要望を行った。中山によれば、井上は「われわれは海軍航空隊による重慶を初めとする中国奥地戦略要点の攻撃に重点を置いており、その成否は、当面する支那事変解決の鍵と確信している。この作戦は日露戦争における日本海海戦に匹敵するとの認識のもとに全力投球している」と述べ、陸攻の増派をはじめとする具体的な増強案を提示した。中山がこれで井上の要望は終わったかと思った所、井上は一段と語調を強めて「中央には、対支作戦を推進し、その完遂を期すとしながら、その上に第三国（米・英）との開戦に備える動きがあると仄聞するが、万一事実とすれば以ての外である。今や我が国は支那事変だけでも大変な状況に陥っており、この泥沼から抜け出す見通しが立たない状況である。この上、第三国たる大国を相手に事を構えるが如きは論外であるというのが、現地部隊である支那方面艦隊の実感である」と述べた。中央側の出席者は沈黙するのみであった。宇垣の「御趣旨はよくわかりました」という短い挨拶でこの会議は終わったという。
8月18日に、軍令部から、支那方面艦隊司令部宛に「北部仏印作戦準備のため、第一連合航空隊を9月5日に内地に引き揚げさせることに手続き中」という無電連絡があった。支那方面艦隊先任参謀だった山本善雄中佐によると、「蔣介石政権を空襲で崩壊させるため、支那方面艦隊の航空兵力をさらに増強されたい」という意見具申と「支那事変をそのままに、第三国と事を構えるなど言語道断」という意見具申を、二つとも無視された井上の怒りは大変なものだったという。井上は、支那方面艦隊司令長官の嶋田繁太郎中将の了解を得て、長官名で、軍令部次長の近藤信竹中将宛に再度の意見具申電を発したが、軍令部は「先に井上支那方面艦隊参謀長が上京して意見具申をした時、軍令部は、御趣旨はわかったとは言ったが、その通りやるとは言っていない」と井上を馬鹿にするような応対をした。井上は「軍令部に駄目押しをしなかった自分の手抜かりであった、辞職する」と言い出し、支那方面艦隊参謀副長の中村俊久少将と山本が井上を説得し、ようやく収まった。
井上が支那方面艦隊参謀長の職を離れる直前の9月27日、日独伊三国同盟が締結され、北部仏印進駐と合せ、日本は対米英戦争への道を大きく踏み出した。1940年（昭和15年）6月16日にフランスがドイツに降伏したことでドイツ軍が優勢と見える状況について、中山定義が、井上に感想を求めた所、井上は即座に「ドイツ軍は必ず負けるよ」と答えた。

### 航空本部長
1940年（昭和15年）10月1日に、海軍航空本部長に補される。戦後の井上は「自分は支那方面艦隊参謀長のとき、航空が最も重要だと思い、嶋田繁太郎司令長官に、航空関係への転勤希望を申し出ていたところ、これが容れられた」と希望通りの人事であったことを語っている。
12月16日、丸田家に嫁いだ娘の靚子が長男の研一を産んだ。
1941年（昭和16年）1月の会議において井上は「第五次海軍軍備充実計画案」（⑤計画）を「明治・大正時代のようなアメリカの軍備に追従した杜撰な計画」と批判し「日本独自の特長ある、創意豊かな軍備を持つべき」と主張した。軍令部二部長・高木武雄少将が「では、どうすればいいか」と聞くと井上は「海軍の空軍化」と答えた。井上はその後一週間で海軍大臣・及川古志郎に戦艦無用論と海軍の空軍化を説いた「新軍備計画論」を提出した（具体案は「戦略」の項を参照）。
当初、井上はこのような内容の意見書を個人の意見として提出するつもりだった。ところが、井上が「新軍備計画論」を起草して航空本部総務部長の山縣正郷少将に見せた所、山縣が「ぜひ航空本部長の名で出して下さい」と言ったため、1月30日付で、海軍航空本部長から海軍大臣宛に正式に提出された。
井上は「本省の機務に関する書類は外局たる航本（航空本部）には回って来ないので、（時局の）真相はなかなか分らなかった」と回想する。しかし海軍次官が豊田貞次郎中将から沢本頼雄中将に交代した4月4日から約2週間、井上は海軍次官代理を兼務し、機務に触れることができた。この時に、駐米大使・野村吉三郎 が、悪化の一途を辿る日米関係の改善への必死の努力の結果、「日米了解案」を東京へ打電して来た。これに対し、日米開戦派である海軍省軍務局第二課主務局員の柴勝男中佐は、駐米海軍武官の横山一郎大佐に対し、「日米了解案について、野村大使を『慎重に補佐』すべし」という訓電を起案し、軍務局長の岡敬純少将に提示した。岡は、当初は野村の「日米了解案」に乗り気だったものの、結局は柴の意見に同意した。しかし、井上は「日米了解案」に非常に乗り気であったため、岡から上がってきた訓電案を良しとせず、海相・及川に直談判した。井上の記憶では、その日は土曜日（1941年（昭和16年）4月19日と思われる）で及川はもう帰宅していたので、井上は及川の私宅を訪れた。
井上は「（柴が起案し、岡が承認した訓電案を）自分が加筆修正して軍務局につき返しますからご承知下さい」と及川に言った。井上は、加筆修正して、岡を通じて柴に電文を返した。井上は、自分が修正した訓電がそのまま発電されたものと死ぬまで考えていたようである。しかし、柴が「それでは訓電の意味をなさないので、岡軍務局長の了解を得て発電を中止してしまった」と戦後に語っている。次官代理兼任というわずかな機会を捉えて、反米・開戦への空気にブレーキをかけようと必死だった井上は、新次官の沢本頼雄が上京して着任する前日に熱海に一泊すると聞き、及川に願い出て熱海に行き、兵学校の1期上である沢本に井上が次官代理をした2週間の出来事と自分の考えを説いた。
7月28日、日本が南部仏印進駐を行ったことで、在米英の日本資産凍結、日英通商条約廃棄、アメリカの対日石油禁輸などの強力な経済制裁がなされ、日米関係は一気に悪化した。南部仏印進駐が7月1日の閣議・翌2日の御前会議で決まった後の7月3日に省部臨時局部長会報（決定事項を知らせるための会議）で、沢本次官から「南部仏印進駐が閣議で決定した」と知らされた井上は「航空戦備は全く出来ていない。なぜ、事前に我々の意見を聞かないのか」と非を鳴らし、艦政本部長の豊田副武中将も井上に同調した。弁解する及川や沢本に対して、井上は「そんなことで大臣が務まりますか。南部仏印進駐に文句を言ったのは、手続き上の問題ではなく、事柄が重大すぎるからだ」と、まるで一兵卒に対するかのように怒鳴りつけた。ここまで来ても井上は諦めず、『海軍航空戦備の現状』というかなり長文の意見書を2週間で書き上げ、7月22日に、及川古志郎、沢本頼雄、永野修身、近藤信竹ら、海軍省・軍令部の首脳に説明し、航空戦備の各項目（飛行機、機銃、弾薬、魚雷など）について、充足率が著しく立ち遅れていることを示し、「戦争をしてはならない」と強く警告したが、彼らは聞く耳を持たなかった。

### 太平洋戦争、第四艦隊司令長官

#### 第一段作戦
1941年（昭和16年）8月11日、井上は第四艦隊司令長官に親補された。同期で最初に艦隊司令長官（親補職）に補されたが、井上はこの人事を⑤計画や日米開戦に反対し、南部仏印進駐に際しては局部長会報の席で海相の及川を怒鳴りつけた井上を栄転と言う形で体よく海軍中央から遠ざけるものと解釈していたという。宮城での親補式を済ませ、岩国海軍航空隊から飛行艇で8月21日にサイパン島に到着し、同島に碇泊していた旗艦鹿島に着任した。鹿島は、直ちに司令部の陸上施設があるトラック諸島に向かった。
井上はトラックの「夏島」にある長官官邸に住み、毎朝、鹿島に乗艦して午前8時の軍艦旗掲揚を艦上で迎え、午後4時に退艦して夏島の長官官邸に戻る日課だった。太平洋戦争の開戦前、第四艦隊の防備区域は、日本の委任統治領の南洋群島全域、東経130度から175度、北緯22度から赤道まで渡る東西5,000キロ、南北2,400キロの海域であった。この海域の中には、マリアナ諸島、カロリン諸島（トラック諸島を含む）、マーシャル諸島など、大小1,400の島があった。しかし、第四艦隊（南洋部隊）に与えられていた兵力は、独立旗艦の鹿島（練習巡洋艦として建造されており、戦闘力はない）以下、旧式の天龍型軽巡2隻（天龍、龍田）からなる第十八戦隊（司令官丸茂邦則少将）、旧式駆逐艦を主力とする第六水雷戦隊（司令官梶岡定道少将、旗艦夕張）、敷設艦沖島を旗艦とする第十九戦隊（司令官志摩清英少将）、商船改造の特設艦、旧式となっていた九六式陸上攻撃機、九六式艦上戦闘機など僅かでしかなかった。また重巡4隻（青葉、加古、衣笠、古鷹）から成る第六戦隊（司令官五藤存知少将）も南洋部隊に編入され、南洋部隊（指揮官は井上成美第四艦隊長官）の麾下にあった。
トラック所在の第四海軍軍需部の少女傭員奥津ノブ子（当時15歳）を可愛がった。太平洋戦争開戦後の1942年（昭和17年）夏に、邦人婦女子が内地へ送還されることになり、奥津もぶら志゛る丸に乗って内地へ向かったが、出港翌日にぶら志゛る丸はアメリカの潜水艦の雷撃によって撃沈された。1942年（昭和17年）8月5日の深夜であった。1隻のカッターと3隻の救命艇が救助した生存者は、23日もの漂流の末、日本の飛行機に発見され、救助船が向かってトラックに戻ることが出来たが、奥津は生存者の中に入っていた。生還した奥津が、井上の所に挨拶に来た時、艦隊司令長官たる井上が、一介の傭員に過ぎない奥津の前で正座して「申し訳ない」と言い、深々と頭を下げ、ポケットマネーで購入した身の回り品や当座の生活資金を与えた。井上が兵学校長に転じてトラックを去る日、奥津は長官用自動車に乗ることを許され、井上が乗る九七式飛行艇が横付けされた桟橋まで行って井上を見送った。奥津は、1943年（昭和18年）3月に便船を得て内地に帰還でき、以後は神奈川県の小田原に住んだ。奥津は、海軍兵学校長として広島県江田島にいた井上に手紙で帰国を知らせ、井上は奥津が無事に内地に帰還したことを祝う手紙を出し、以後、敗戦までの2年ほど、井上は奥津と文通をしていた。1944年（昭和19年）、井上が海軍次官として東京に戻ると、奥津は土産の梨を持って海軍省に井上を訪ねた。敗戦の混乱で井上と奥津の音信は途絶えたが、1949年（昭和24年）に、井上が奥津の戦前の小田原の住所に手紙を出してみた所、その住所に戦後も住んでいた奥津から落花生の小包が井上に届き、文通が復活した。軍人恩給の復活（1953年（昭和28年））まで、英語塾の僅かな月謝以外の収入がなく「貧民のような食生活」を余儀なくされていた井上は、栄養のある落花生の贈り物を大いに喜んだ。1963年（昭和38年）6月には、奥津が長井に隠棲する井上を訪ね、21年ぶりの再会が叶った。奥津は、井上からパラオ出張の土産に贈られた鼈甲のコンパクト、ぶら志゛る丸沈没後にトラックに生還した際に井上から贈られた絹の靴下（奥津は、一度も足を通さずに保存していた。）を井上の没後も大事にした。
1941年9月、海大図上演習で井上は、ラバウル攻略後はラエ・サラモアまで進出することを主張した。理由はラバウルを確保するにはソロモン、東部ニューギニアに前進基地を確保する必要があると考えたためである。宇垣纏中将、山口多聞少将がそれに対して消極的な意見を述べ、攻略範囲は決まらなかったが、連合艦隊はそれらを加味し、他方面が有利に展開するなら早く実行するとした。
井上は連合艦隊司令長官の山本五十六大将から「作戦打合わせのため参謀長及び関係幕僚を帯同して上京せよ」という電報を11月6日に受け取り、随員と共に11月8日にトラックを飛行艇で出発し、横浜航空隊に到着して、東京において11月5日付の「大海令第1号」と「大海指第1号」を受け取った。さらに、11月13日に岩国海軍航空隊で行われた、連合艦隊長官、各艦隊長官・参謀長並びに関係幕僚による「作戦打ち合わせ会議」に出席した。各艦隊司令部に、連合艦隊司令部から、「機密連合艦隊命令作第1号」が配布された。井上らは、往路と同じく、横浜航空隊から飛行艇で出発し、11月20日にトラックに戻った。
12月8日に太平洋戦争が開始された。鹿島の第四艦隊司令部では、暗号電文を傍受・解読して真珠湾攻撃の大戦果を知った。通信参謀の飯田英雄中佐が、鹿島の長官室にこの電文を持参し、井上に「おめでとうございます」と言った所、電文を見た井上は、ただ一言「バカな」と吐き捨てるように言った。「いざという時は、内閣に海軍大臣を出さないという伝家の宝刀を抜いてでも開戦に反対すべき」と考えていた井上にとっては、めでたいどころではなかったという。
開戦以降、第四艦隊は第一段作戦において、ウェーク島攻略を担当した。第一回の攻撃（12月11日）は、大発動艇の発進に手間取るうちに夜明けとなり、陸上砲台と残存航空部隊の反撃により駆逐艦2隻（疾風、如月）を喪失して失敗した。事前の上陸作戦訓練不足が指摘される。
真珠湾攻撃から帰投する途中の南雲機動部隊（指揮官南雲忠一中将/第一航空艦隊司令長官）から分派された（重巡2、空母2〈蒼龍、飛龍〉、駆逐艦2）の協力で、同島上空の制空権を確保しての第二回の攻撃（12月23日）で攻略に成功した。
1942年（昭和17年）初頭、南洋部隊（第四艦隊）はニューブリテン島のラバウルとニューアイルランド島のカビエンを攻略することになり、南雲機動部隊が作戦に協力した。作戦打ち合わせのためトラックに到着した機動部隊参謀長草鹿龍之介少将は、戦略的に重要な割にトラックの防備は不十分で落ち着かなかったと回想している。また草鹿が第四艦隊司令部を訪問すると、井上は「真珠湾作戦の水際だった腕前にはひと言もない。ただ頭をさげる」と喜んだ。軍令部時代に井上から叱られてきた草鹿は井上に良い印象を持っていなかったが、この件で感激している。南洋部隊と南雲機動部隊の圧倒的戦力により、ラバウルとカビエンはすぐに陥落した。
1942年1月30日、連合艦隊はラエ、サラモア、ツラギ及びポートモレスビーの攻略を南洋部隊指揮官の井上に命じ、井上は、3月にラエ、サラモア、4月にツラギ、ポートモレスビーを攻略するように計画したが、3月10日に米機動部隊がラエ、サラモアに来襲し、日本の攻略部隊は艦船に大損害を受け、ポートモレスビー攻略作戦はおおむね1か月以上延期せざるを得なくなった。
開戦前から第四艦隊に編入されていた基地航空部隊の第24航空戦隊は、1942年（昭和17年）4月10日の基地航空兵力戦時編制の改編で外され、第十一航空艦隊（11航艦）の指揮下に移され、第四艦隊の戦力は減少した。開戦後に新編成され、ラバウル・ソロモン方面に展開し、MO作戦に参加した第25航空戦隊も、第四艦隊の指揮下であった。同時期、南洋部隊（第四艦隊）が各方面に配備を要請していた空母祥鳳が南洋部隊（指揮官第四艦隊司令長官）に編入された。

#### 第二段作戦
第二段作戦において、第四艦隊（南洋部隊）はMO作戦を担当した。作戦目標はポートモレスビーの海路からの攻略であった。井上は旗艦鹿島をラバウルに進めて指揮を執った。1942年（昭和17年）5月7日、珊瑚海海戦の第1日に、米機動部隊の攻撃で祥鳳（南洋部隊所属）が沈んだ時の心境を、井上は海戦の後に書いたと推定される手記に「実に無念であった。このような時に、東郷平八郎元帥であればどうなさるだろうかと考えた。心中、『お前は偉そうに4F（第四艦隊）長官などと威張っているが、お前は戦が下手だなあ』 と言われているような無念を感じた」という趣旨の記述をしている。井上の下で、第四艦隊航海参謀であった土肥一夫少佐によれば、7月に連合艦隊参謀として連合艦隊司令部に着任した際に、第四艦隊司令部から提出された珊瑚海海戦に関する報告書類、当時の電報綴りに赤字で「弱虫！」「馬鹿野郎」などと多くの罵詈雑言が書き込まれているのを見たという。
海軍省・軍令部や連合艦隊司令部は、第四艦隊司令部の珊瑚海海戦での指揮を批判した。連合艦隊参謀長の宇垣纏は、日誌「戦藻録」の1942年（昭和17年）5月8日の項に『4F（第四艦隊）の作戦指導は全般的に不適切であった。小型空母「祥鳳」を失っただけで、敗戦思想に陥っていたのは遺憾である』旨を書いている。軍令部第一部第一課作戦班長であった佐薙毅中佐は、日誌に「4Fの作戦指導は消極的であり、軍令部総長の永野修身大将は不満の意を表明していた」旨を書いている。
日本軍が南洋群島の東と南に占領地を広げると、第四艦隊の担当戦域となった。ウェーク島、南東方面（ラバウル・ニューギニア・ソロモン諸島）など。第十一航空艦隊（11航艦。司令長官は塚原二四三中将）麾下の基地航空隊がマーシャル諸島に展開し、第四艦隊が補給を担当していたものの、手こずっていた。ミッドウェー作戦の前、トラックの第四艦隊司令部に連合艦隊参謀が説明に来て「ミッドウェー占領後の補給は第四艦隊に担当して頂く」と告げた。第四艦隊先任参謀の川井巌大佐が、空母2隻基幹の航空戦隊を附けてくれなければミッドウェーへの補給など出来ない、と反論した所、ミッドウェーへの補給は11航艦が行うことになったという。マーシャル群島に展開し、第四艦隊から細々と補給を受けている11航艦が、さらに2,200キロも先のミッドウェーへの補給を出来る訳がなかった。もともと担当していた南洋諸島全域に加えて、ウェーク島方面、南東方面を第四艦隊が担当するのは無理があった。7月14日に南東方面を担当する第八艦隊が編成され、7月24日にラバウルの陸上に長官の三川軍一中将が将旗を掲げ、統帥を発動した。ここに南洋部隊は内南洋部隊と改称され、それまで南洋部隊指揮下だった第六戦隊（重巡4隻）も外南洋部隊（指揮官三川軍一第八艦隊司令長官）に編入された。
1942年（昭和17年）7月に、海軍料亭「小松」の支店がトラック島に開業した。これは、井上が横須賀で「小松」を経営する山本直枝夫婦に、1941年（昭和16年）12月の太平洋戦争開戦から間もなく、「トラックには将兵の慰安施設が一軒しかない。士官用の施設として、小松の支店をトラックに出してくれないか」という依頼をしていたためである。その後の戦局の悪化、敗戦でトラック島の「小松」は消滅し、看護婦の仕事を手伝うようになった女子従業員が6人犠牲となった。井上は、終戦直後に「小松」を訪ね、案内された座敷に入らず、敷居の外に座って山本直枝に頭を下げ「申し訳ありません。今度の戦争では大変な御迷惑をおかけしたことを、日本海軍を代表しておわびいたします」と謝罪した。山本は、井上の潔い謝罪に感銘を受けた。
陸軍参謀辻政信中佐は、ラバウル方面の最前線を視察する途中の1942年（昭和17年）7月23日に、トラック泊地に立ち寄った。夜、辻は海軍専用の料亭で第四艦隊の招待を受けた。辻は井上について「この提督は武将という感じがしない。上品な風貌に洗練された物腰である。絽の羽織袴すがたで、如才ない態度からはたぶんに政治家のような感じをうける」という評価をしており、接待にあらわれた芸者達を見て「第一線の様相とかけはなれた情緒だった」とも回想している。
1942年7月、中部ソロモン方面に陸上機の基地建設を検討していた井上は、ガダルカナル島の基地設定に着手した。日本軍の最前線基地であったラバウルからは直線距離で1,020キロ離れていた。飛行場建設によるガダルカナル進出は失敗に終わり、壊滅的な消耗を受けることになる。海軍に呼応して兵力を進出させ、大きな損害を被った陸軍は、ガダルカナル島を巡る大悲劇の根本原因は、海軍が勝手に飛行場を作ったことにあると批判している。
5月3日、日本軍はツラギ島を占領。翌4日、横浜空の飛行艇がツラギに進出。ツラギ島に進出していた横浜空司令の宮崎重敏大佐から、第25航空戦隊司令官の山田定義少将に「ツラギ島対岸のガダルカナル島に、飛行場建設の適地あり」という報告があった。5月25日、25航戦と第8根拠地隊の幕僚・技術者を乗せた九七式飛行艇によって、ガ島を中心とするラバウル以南の島々の航空偵察が行われた。この偵察結果を受けて山田少将は6月1日に第十一航空艦隊の参謀長・酒巻宗孝少将に調査結果を報告し、「急ぎ、ガダルカナル島への飛行場建設に取りかかるべし」と意見具申した。ミッドウェー海戦（6月5日-7日）の後に、11航艦司令部からの報告を受けた連合艦隊司令部は、ラバウルからガダルカナルが遠すぎることを理由に難色を示した。その理由は零戦の航続距離では、ラバウルを基地として、ガダルカナル上空の制空権を確保できず、ラバウルとガダルカナルの中間にもう一つの基地が必要になるためであった。連合艦隊の要望に基づき、25航戦は、ラバウルとガダルカナルのほぼ中間にあるブーゲンビル島・ブカ島を2度にわたり調査したが、いずれも地勢に難があり、ガダルカナルへの飛行場造成以上に日数を要するという結論となった。なお、25航戦にはミッドウェー海戦で日本が主力4空母を喪失したことが知らされておらず、この方面の制空権は容易に確保できるという考えがあった。6月19日、連合艦隊司令部は、参謀長の宇垣纏中将の名で「ガダルカナル航空基地は次期作戦の関係上、八月上旬迄に完成の要ある所見込承知し度（たし）」と現地部隊に訓電した。連合艦隊司令部の訓電を受けた現地部隊の25航戦、8根、及び、この方面の総指揮を執る第四艦隊司令部から参謀が派遣され、再度のガダルカナル上空からの航空偵察が行われた。島のルンガ川東方、海岸線から2キロ入った所が飛行場建設に最適と結論した。連合艦隊司令部は、ミッドウェー攻略作戦のために編成されていた第11設営隊、ニューカレドニア攻略作戦のために編成されていた第13設営隊の2個設営隊をガダルカナル飛行場建設に当たらせることを決意し、両設営隊の本隊を乗せた輸送船団は、6月29日にトラックを出港、7月6日にガダルカナルに上陸した。
軍令部作戦課航空主務参謀三代辰吉中佐によれば、ガダルカナルに陸上飛行場の適地はあるが、飛行機を配備するにはまだ不足しているので水上機でやろうと考えており、飛行場の造成に関しては軍令部は知らず、現地部隊の第四艦隊が勝手に始めたものと証言している。また、当時の参謀本部作戦課長の服部卓四郎大佐、陸軍省軍務局長の佐藤賢了少将も「飛行場建設のことは全く知らなかった」と書いている。参謀本部参謀辻政信陸軍中佐は、7月28日ラバウルで海軍側とポートモレスビー作戦について会議した際、ガダルカナル島飛行場建設中の話がはじめて出たと回想している。だが設営隊本隊上陸の翌日7月7日、軍令部作戦課は参謀本部作戦課に「FS作戦の一時中止」を正式に申し入れる文書を提示しており、その文書に「ガダルカナル陸上飛行基地（最近造成に着手、8月末完成の見込）」と記されている。
その後、井上はパイロットたちも参加する慰労会を催したのであるが、その際、井上は戦場には似つかわしくない和服を着て出席した。それを見た航空母艦瑞鶴飛行隊長兼分隊長の高橋定は立腹し、「長官、いただきます」といいながら注がれたビールを井上の袴にかけた。それを見た部下たちも高橋に続いて井上の袴にビールをかけている。
10月7日、井上は連合艦隊司令長官・山本五十六に連合艦隊旗艦大和へ招かれた。海軍兵学校長から、10月1日付で第十一航空艦隊司令長官に親補された草鹿任一中将（井上と海兵同期）が、内地からラバウルへ赴任する途中にトラック在泊の「大和」に立ち寄ったので、山本が草鹿を主賓とする夕食会を開き、井上も呼んだものである。この夕食会で、山本は井上が草鹿の後任の兵学校長に決定しており、海軍大臣の嶋田繁太郎から相談され、井上を兵学校長に推薦したのは山本自身だと告げた。この夜、草鹿の申し出によって井上は宿舎で草鹿から兵学校長の引き継ぎを受けた。この時の心境を井上は、「自分は戦が下手で幾つかの失敗を経験し、海軍兵学校の校長にさせられた時は、全くほっとした」と語っている。

### 海軍兵学校長
1942年（昭和17年）10月26日、井上は海軍兵学校長に補された。井上は10月31日にトラックから内地へ帰還した。11月5日午前10時、井上は宮城に参内して昭和天皇に拝謁、軍状を奏上し、菊花紋附木杯一組と金一封を下賜された。11月10日、広島県・江田島の海軍兵学校に着任。当時の心境を井上は「兵学校長になったのは自らの志望ではなく、また、自分の性格から考えても適任とは思われず、初めはそれほど気が進まなかった。しかし、着任して1か月ばかりの間に生意気盛りと思っていた生徒達の純真な気持や態度に打たれてきて 『よし、自分は生徒教育を一所懸命にやるぞ』 という気持に変ってきた」と回想する。井上の着任当時、兵学校の教官たちの間では親しみやすい豪放磊落な人柄だった草鹿の後任として、正反対の人柄の井上を敬遠する空気が強かった。しかし、井上が着任してから日が経つにつれ、井上が教育について深い理解と識見を持っていることを知り、井上の職務遂行に対する真摯で誠実な態度に親しく接するようになって、井上を畏敬し信服する者も増えた。
空母翔鶴運用長として珊瑚海海戦や南太平洋海戦を戦った福地周夫中佐が海軍兵学校教官として赴任し、翔鶴の塗料で描かれた『珊瑚海々戦翔鶴奮戦図』という絵を持参すると井上は感動し、額縁をつくらせて校長室に掲げた。井上は海軍次官に転出するまで『翔鶴奮戦図』を校長室に飾っていたという。
校長・教頭に次ぐ兵学校のナンバースリーである企画課長の小田切政徳中佐は、着任直後の井上から「柔道場2棟・剣道場2棟を建設中だが、4棟が隣接し過ぎており、1棟が火災を発すると、他棟に直ちに延焼するだろう。この配置は危険だ」「そもそも、こんな大道場を2棟づつも建てるより、剣道などは練兵場に出てやった方が良いだろう。見直しは出来ないか？」という旨の指摘を受けたが既に道場の基礎工事がほとんど終わり、建築資材の搬入と加工が始まっている状態であったので「この道場は4棟とも訓育上絶対必要であり、明年（1943年（昭和18年））の75期の入校に間に合わせて欲しい、と生徒隊から強く要請されているのです」という旨を答え、何とか井上の了解を得た。しかし、1944年（昭和19年）1月-3月に完成した4棟の大道場は、同年11月15日に第二剣道場の風呂場から発した火災で4棟とも全焼した。小田切は「もし、井上校長の着任がもう少し早く、（武道場の）土台建設以前であったなら、なんとか取り止めにするか、道場一対（剣道場・武道場一対）だけにするか、生徒隊を説得したと思います。今も心残りに思えてなりません」と回想している。小田切は、第四航空戦隊の先任参謀から、1942年（昭和17年）7月に兵学校に転じ、戦中の2年7か月を兵学校企画課長として過ごした。戦後の井上をその死に至るまで支え続け、井上の死後も井上の孫の丸田研一と交誼を保った。
井上は主立った教官20人ほどと会食し、井上が退席した後に教官たちが飲み直しを始め、校長官舎に電話して「校長も二次会へちょっと如何ですか」と誘ったが、井上は「そういう席へ私は出ない」とあっさり電話を切った。校内の雑用係の「ボーイ」（国民学校を卒業後に上級学校に進めなかった少年たちで、15-16歳程度だった）に、何とか教育の機会を与えたいと考え、希望者を募って20人くらいの班を2つ作り午後3時から5時まで2時間の授業を1日おきに実施した。課目は、井上が少年たちに一番大事と考えた数学と英語の2科目とし、講師には兵科予備学生出身の武官教官を充てた。戦後に、兵学校の元・文官教官は「ボーイ」達が授業を受けている時に井上がしばしば視察に来ていたこと、終業式で成績優秀者に与えられる英英辞典が、井上のポケットマネーで提供されていたことを語っている。その元・文官教官は戦後に広島大学を訪れた時にこの教育を受けた「ボーイ」の一人が、理科関係の助手を務めているのに出会った。

#### 教育の一系化
1942年（昭和17年）11月1日付で、兵科将校・機関科将校が「兵科将校」に統合されて、階級や服装の違いがなくなり、次いで、1944年（昭和19年）8月に軍令承行令も改正されて、制度上は、兵学校出身者と機関学校出身者の指揮権継承順位についての区別もなくなり、制度上の統合は完了した。ただし、太平洋戦争のさなかであり、（旧）機関科将校が（旧）兵科将校の配置に就くこと、その逆のいずれも非現実的であるため、「特例として、戦闘艦艇（軍艦、駆逐艦、潜水艦など）においては、従来通りに、（旧）兵科将校が指揮権継承について優先する」定めが同時に設けられた。
着任前の11月初頭、海軍省に出頭し、海軍大臣・嶋田繁太郎に挨拶した井上は、嶋田に、自分を兵学校長に選んだ理由を尋ねた。嶋田は「私は君が（兵学校長に）適任だと思っているよ。その上、君が昭和12年に約1年かかって研究して結論を出した一系問題を実施しようと思うので、そのために君に兵学校に行ってもらうことにした」と返答した。井上は「解りました。一系問題ならば引き受けました。……当局は兵学校長を1年くらいで交代させていますが、それでは短すぎます。私を兵学校長にする以上は、3、4年くらいは兵学校長をやらせて下さい」という旨を嶋田に言った。嶋田が「君はあと2年もすれば大将になる。3、4年も兵学校長をやらせる訳には行かない」と言う旨を答えると、井上は「私はべつに大将になどなりたいとは思いません。その時がきたら私を中将のまま予備役に編入、即日召集して（引き続き）兵学校長にして下さい」と言った。嶋田は「私が大臣の間は兵学校長を替えない」と約束し、これで井上もようやく納得した。
井上は兵科将校の教育と機関科将校の教育を一系化するため、兵学校長に着任して直ちに機関学校出身の兵学校教官を企画課に配員し、自ら指導して、一系化教育の実施研究を進めた。具体的な成果としては、兵学校で従来から行なわれていた兵器教育の中に、機関学校で教えている機構学の内容が取り入れられて、新しい課目「理兵学」（井上自身の命名）が誕生した。各術科ごとに理兵学教科書が作られて教授された。
1944年（昭和19年）10月1日付で、京都府舞鶴所在の海軍機関学校が制度上廃止され、海軍兵学校舞鶴分校として再出発した。海軍兵学校舞鶴分校については「当分の間、海軍兵学校舞鶴分校に於ては、従前の海軍機関学校の教育綱領に準じ機関、工作、及び整備専修生徒の教育を行なうべし」と定められた。
また、兵学校は海軍大臣の定めた「海軍兵学校教育綱領」によって運営されており、校長の交替で教育目的や基本方針が大きく変ることはない筈であったが、実際には校長の裁量の余地が認められており、井上は、兵学校に着任すると、直ちに校長自らが出席する「教官研究会」の開催を指示し、1942年（昭和17年）11月28日に第1回を実施し、以後、半年の間に「教官研究会」で、自らの所見を記した『教育漫語』（当時の教官が保存しており、「其ノ1」から「其ノ3」まである）というプリントを使って「教官教育」を行った。また、井上は、前線帰りの武官教官が生徒に直接に実戦談をすることは禁じたが、教官研究会で、教官たちに対して戦況報告をさせた。井上自身も、第四艦隊長官として珊瑚海海戦を指揮した時のことを「教官研究会」で話した。井上の率直で謙虚な「珊瑚海海戦報告」は、教官たちに大きな感銘を与えた。
井上は、訓育を担当する監事（武官教官）に比叡艦長時代に作成した「勅諭衍義」を配布して、監事たちの思想統一を図った。次いで、兵学校内の教育参考館に掲げてあった全海軍大将の額を撤去した。驚いた副官に、井上は「生徒たちの目標は東郷元帥だけで充分。他の大将の額を掲げるのは、生徒に出世主義を示唆するもの」と言う旨を答えた。井上は「まず参考館に入ってみると、海軍大将の額がずらりと並んでいる。その大部分の人は長い間海軍に御奉公した人たちで、その功績は大きい。しかし、中には海軍のためにならないことをやった人もいるし、また、先が見えなくて日本を対米戦争に突入させてしまった、私が国賊と呼びたいような人もいる。こんな人たちを生徒に尊敬せよ、とは私には到底言えないし、また、そんな人たちの写真を参考館に飾っておくことは、館内に同居している真珠湾攻撃の特殊潜航艇で戦死した若い軍人方にも相済まぬと思ったからである」と回想する。井上が着任する前から、海軍省教育局が、東京帝国大学教授・平泉澄を、兵学校に度々派遣し、教官や生徒に皇国史観に基づく講話をさせていた。井上は、平泉の生徒への講話を廃し、「教育研究会」での教官への講話に限定した。また、井上自身も平泉の「教育研究会」での講話を聞き、不適切と思われる内容があった場合は、講話の後で教官たちに指摘して注意喚起した。
兵学校のある期について、兵学校卒業席次と最終到達階級との関連を数学的に分析して、教育参考資料として兵学校教官たちに示した。
兵学校教官は、休日には担当する分隊の生徒を官舎に呼んで妻の手料理を振る舞う慣習があった。戦争が激化して物資が不足しているのに、実験的に2つの分隊を担当させられた教官がおり、2倍の生徒に手料理を食べさせるために出費が嵩み、かつ娘が栄養失調で入院してしまい、家計のやりくりがつかなくなった。これを知った井上は、その教官宅に校長命令で粉ミルクやパンなどを特別配給させて深く感謝された。
井上の兵学校長着任時に在校していたのは、71期（卒業時 581名）・72期（卒業時 625名）・73期（卒業時 902名）の3クラスだった。着任直後の11月14日に71期が卒業し、12月1日には74期（卒業時 1,024名）が入校した。この時点で、兵学校生徒は2,500名を超えた。元来、兵学校の施設は、生徒1,000名程度をゆったり収容できるように作られていたが、生徒が「適正人数」の3倍近くなっているため、生徒の収容が物理的に困難なだけでなく、「島」に立地するゆえに飲料水が不足して、宇品港から、毎日、飲料水を船で運んでいた。海軍中央では、千葉県の館山付近への兵学校移転を検討したこともあった。しかし、海軍中央と兵学校当局は、兵学校を江田島に止めて規模を拡張することを1941年（昭和16年）中に決定し、井上が着任した1942年（昭和17年）11月には、拡張計画の一部は着工済、細部の計画や大部分の工事はこれから、という段階であった。井上は工事計画の説明を受けると様々な問題点を見出し、工事計画の基本構想まで遡って部下に再検討を求め、再検討の結果について直ちに査閲した上で決裁し、その後は関係者に全てを任せ、指示を求められない限り口を出さなかった。井上の適切な指揮で、兵学校の拡張工事は大幅に促進される結果となった。江田島の水不足対策としては、当初計画が「江田島の中に水源地は1か所だが、もう1か所増設する」という内容だったのを、井上は「呉から水道管を海底に敷設して給水を受ける」方法の検討を指示したが、技術的・時間的に困難で実現しなかった。

#### 教育年限短縮問題
1943年（昭和18年）5月に、同年12月に入校する75期の採用数が3,500名と決まり、その受け入れのため、山口県・岩国海軍航空隊に教育施設を増改築して、11月19日に「海軍兵学校岩国分校」として開校させ、75期の入校に間に合わせた。76期（1944年（昭和19年）10月9日入校)以降の受け入れのための「海軍兵学校大原分校」（1944年（昭和19年）10月1日開校、江田島本校近く）、1945年（昭和20年）4月入校の78期のために長崎県・佐世保軍港近くの針尾海兵団の施設を改築して1945年（昭和20年）3月1日に開校した「海軍兵学校針尾分校」、いずれも、井上が校長在任中に建設を進め、開校にこぎつけたものである。
1943年（昭和18年）12月1日、75期の3,500名は、兵学校史上空前の人数で、採用試験、選考、受け入れには多くの困難があった。75期の志願者は5万名に達し、全国各地の試験場での身体検査でまず35%を落し、残る65%から学術試験でさらに70%を落し、採用候補者は約20%の9,700余名に絞り込まれ、その中で、兵学校当局者が選考して入校を許可した75期の3,500名は「全国の中学校から、身体・学術共に最優秀の若者の大半を江田島に集めた」ものだったが、戦争の激化により、中学生の学力は、主に「教員の応召による不足」と「勤労作業による授業時間の減少」によって戦前より一般に低下しており、さらに学術軽視の風潮もあり、特に理数科の学力低下が甚だしかった。井上は75期の入校直後に理数科について全員の実力査定を行い、成績不良者には特別教育を行って「落伍者（退校者）を出すな」という自身の教育方針を実践した。
海軍省軍務局は、75期の大量採用を決定する一方で士官搭乗員の急速養成策を検討していた。軍務局は兵学校の修業年限を短縮し、早期に飛行教育に移行させようと考えていた。井上が兵学校長に着任した直後の1942年（昭和17年）11月14日に卒業した71期までは3年の修業年限を確保していたが、72期については、軍務局と兵学校当局が協議して、修業年限を2か月短縮して2年10か月とし、1943年（昭和18年）9月に卒業させた。軍務局は兵学校のさらなる修業年限短縮を検討し、73期は修業年限を2年6か月として1944年（昭和19年）6月に、74期は2年として同年11月にそれぞれ卒業させる案を、兵学校を所管する海軍省教育局に提示した。だが、海軍省教育局長は井上が第四艦隊長官だった時に参謀長を務めた矢野志加三少将であり、兵学校長の井上と直に連絡を取りながら兵学校の教育年限短縮に強硬に反対し続けた。
矢野は井上の意見を反映させて「兵学校を卒業した兵科将校は、直ちに海軍中堅幹部として指揮権を行使するため、充分な基礎的教養が必要。航空将校であっても、航空専門の技能だけでなく、海軍全般についての基礎知識、部下を指揮統率するための識量を兵学校で学ぶべきなのは同じ。本来、このためには4年の修業年限が必要だが、今では3年に短縮されている。いかに兵学校当局が工夫を凝らしても、3年でも不十分なのが現状であるのに、さらに修業年限を短縮されては、粗製濫造の兵科将校ばかりになってしまう。中学生の学力・体力の低下が見られることも重視すべき。兵学校の3年の教育年限をこれ以上短縮しないことで、士官搭乗員の量的要求に応えられなくなったとしても、海軍幹部の中心を確固たらしめるためには甘受すべきと考える。」という意見書を1943年（昭和18年）4月15日（推定）に提出した。この日、矢野は井上に直接電話し「明日、16日午前の戦備打ち合わせ会で、軍務局の提案通りに73期・74期の修業年限短縮が決定される見通しである。私（矢野）独り反対しても、押し切られそうな情勢である」と伝えた」矢野からの電話連絡を受けた井上は、即座に、自ら「これ以上に年限を短縮されては、兵学校長として生徒教育に自信が持てない」旨の電文を自ら書き、海軍次官の沢本頼雄宛に発信するよう副官に命じ、加えて「電報を打つと同時に海軍省副官に対し『この校長からの電報は、明日の戦備打ち合わせ会の開会前に必ず沢本次官に見てもらうよう取り計らってくれ』と電話をかけること」を指示した。
矢野と井上の努力により、4月16日の戦備打ち合わせ会では軍務局の年限短縮案は決定に至らなかった。その後、中央から井上への説得がしきりに行われ、軍令部や航空本部の中堅が大挙して江田島に押しかけたこともあったが、井上の態度は変らなかった。しかし、1943年（昭和18年）11月のろ号作戦やギルバート諸島沖航空戦での海軍航空隊の甚大な被害により、海軍大臣・嶋田繁太郎が、73期の教育年限を8か月短縮して2年4か月に短縮して、1944年（昭和19年）3月に卒業させるよう発令した。井上も、直属上司である嶋田の決定には従わざるを得ず、73期に対しては、夜間授業まで含む「終末教程」を作成して、少しでも多くのことを学ばせた。
一方で、海軍中央では74期・75期の修業年限をかねての軍務局案のように2年程度に短縮しようとしていた。1944年（昭和19年）3月22日の73期の卒業式には、天皇の名代として、大佐で軍令部員だった高松宮宣仁親王が臨席した。卒業式の後、高松宮は井上に「教育年限をもっと短縮できないか」と下問し、井上が「その御下問は、宮様としてでございますか。それとも軍令部員としてでございますか」と反問すると宮は「むろん後者である」と答えた。井上は「お言葉ですが、これ以上短くすることは御免こうむります」と答え、高松宮に生徒教育について日頃考えていることを説明した。井上は「宮様は 『そうか、そうか』 とうなずいておられました。年限短縮の問題は宮様ご自身のお考えではなく、軍令部あたりの者が宮様に頼んで、頑固な井上を動かそうとしたのでしょう。その人たちは『前線で士官が不足して困っているときに…』と、私が卒業を早めることに反対するのを怒っていたようです。私を私かに国賊だなどという者がいたのもその頃だった」と回想する。
5月19日、永野修身元帥が兵学校を視察した。永野は井上に「修業年限短縮」を切り出したが、井上は「青田を刈ったって米はとれません」とはっきり断った。
この頃、海軍省教育局と兵学校企画課との間で交渉を重ねた結果、下記のような結論が出た。74期の就業期間は73期と同じく2年4か月とし、これ以上の短縮はしない。その代わり、74期以降は在校中から航空班と艦船班に分け、適当な時期から軍事学についての教育を分離する。航空班の生徒については、霞ヶ浦練習航空隊における飛行学生基礎教程の一部を、生徒時代から繰り上げて実施する。この案は、長期的に見ると、兵科将校の養成上、多少の歪みをもたらすことになるが、戦時下の特別措置として止むを得ないとし、井上も、「年限短縮」にブレーキがかかったので同意した。しかし、軍令部などでは一層の兵学校の修業年限短縮を求める意見が強かった。井上が、兵学校の教育年限短縮問題で一部の者から国賊呼ばわりされていた頃、鈴木貫太郎大将が兵学校を訪れた。鈴木は、井上が兵学校卒業後の遠洋航海で乗組んだ巡洋艦「宗谷」の艦長だった。校長室で鈴木が「教育の成果が現れるのは20年さきだよ、井上君」と言うと、井上は大きく頷いた。その後、二人は暫く黙って向かい合っていた。
1944年（昭和19年）に入ると、「戦勝の見込みがつくまで、兵学校を術科学校化して、すぐに役立つ初級士官を養成すべし」とする意見が、海軍中央はもとより、兵学校武官教官の多数から発せられるようになっていた。兵学校武官教官の中には、職を賭しても兵学校の教育理念（普通学重視）と修業年限を守ろうとする井上の態度を奇異に感じていた者もいた。中央の一部の者から井上が国賊呼ばわりされるのも止むを得ない時代であった。井上は「もうその頃になると、戦争の将来がどうなるかははっきり見通しがついていました。仮に戦争に勝ったとしても、戦後海軍に残るのは一部の者だけで、相当数は社会に出て働かなければならない。まして敗戦の場合はなおさらです。生徒に対し、どうしてもまとまった教育をしておくのは今の時期しかないと思ったのです。今やっておかずに、卒業後に自分でやるといっても実際はできるものではない。まして戦時中はなおさらのことです。戦争だからいって早く卒業させ、未熟のまま前線に出して戦死させるよりも、立派に基礎教育を今のうちに行ない、戦後の復興に役立たせたいというのが私の真意でした。しかし、当時敗戦の場合のことなど口に出して言えるものではありませんでしたし、また言うべきことでもありません」と回想する。
戦後、井上は兵学校の話となると必ず75期に言及した。75期は兵学校に入って1年8か月で生徒のまま敗戦を迎え、戦後社会の各分野に散らばった。下記は、井上が、75期のクラス会に1971年（昭和46年）12月に送ったメッセージの一部である。「諸君は昭和20年8月、帝国海軍の滅亡と共に、誠に無情な世の中に放り出されて、その日から、食べることから、寝ることまで、自分で何とかしなければならなかった人もあり、会いたい近親の消息も知れなかった人もあったことでしょう。また、家族的に恵まれた人でも、大学を受験すれば1割までしか入学を許せぬとの差別扱いや、世の中から冷やかな目で見られる等、悔しい目に遭った様でしたが、これらの不遇を見事に克服し、今日では「吾ここに在り」と胸をたたいて、堂堂と立派な社会活動をやっており、世人の高い評価を受けております。この2、3年の海軍ブーム!! これを招来したのは諸君！吾が教え子でなくてほかに誰がありますか!! 吾が教え子よ、春秋に富む諸君よ、今後も、健康で、現在の堂堂たる態度で、社会に貢献して世の後進を導き、海軍精神を後世に残したまえ」。
兵学校の武官教官で、兵75期生徒採用委員の一人であった前田一郎少佐（兵57期、のち中佐）が、地方の兵学校採用試験会場で、「脚に軽い障害があるが、現地での身体検査では合格した。筆記試験の成績は優秀で、前田の観察では人格も優秀」な受験生が、「入校予定者」として江田島に来た。脚の障害を見て取った前田の上官（生徒隊監事）が「あの入校予定者は不合格。直ちにその旨言い渡せ」と言った。前田自身、脚に障害のあるその入校予定者が、兵学校の厳しい訓練に耐えられないと生徒隊監事が判断するのは理解できた。前田の躊躇を見て取った生徒隊監事は「兵学校練兵場のトラックを、他の予定者と、あの予定者と一緒に全力疾走させるんだ。一番ビリ、しかもずうっと遅れたら、自分で納得するよ」と前田に指示した。400メートル全力疾走の結果は、生徒隊監事の予想通りで、前田もほっとした。だが、ゴールにようやくたどり着いた入校予定者は「教官、私をこの兵学校で鍛えて下さい。私は、あの人たちに負けない生徒になってみせる自信があります」と、生徒隊監事と前田が全く予想しないことを言った。当惑した前田を、一部始終を遠くから見ていた井上が呼んだ。井上は、前田に「あの生徒はどんな人物か」と聞き、前田が「実に立派な人物です」と答えると、無造作に「海軍生徒になってから事故で怪我をしたと思えばいい。将来は航空関係の技術士官に向ける道もあろう」と言った。井上の決断で兵75期の一員として兵学校に入校し、敗戦までの1年8か月を無事に過ごしたこの生徒は、某国立大学で宇宙航空研究所の教授となっている（1982年（昭和57年）現在）。後の資料から、この生徒は砂川恵東京大学名誉教授である事が確認されている。

### 海軍次官
1944年（昭和19年）7月上旬、サイパン失陥により東條内閣は崩壊し、小磯国昭・米内光政の両名に組閣の大命が下り、7月22日付で小磯内閣が発足した。予備役の大将だった米内は特旨をもって現役に復帰し、副総理格で海軍大臣に就任した。
7月28日、井上は米内の要請を受けて、米内が宿泊する京都の都ホテルを訪ねた。米内に海軍次官就任を懇請され、何度かのやりとりの挙句米内に押し切られ、井上は「政治のことは知らん顔していいのなら、やります。部内に号令することなら、必ず立派にやります。御心配かけません」と、次官就任を受諾した。井上はこの時のことを「自分の貫禄負けだった」と述懐している。同時に、米内と井上は軍令部総長の人事について相談した。米内は、軍令部総長の嶋田繁太郎大将を更迭することは決めていたが、米内をバックアップしていた海軍出身の重臣である岡田啓介大将が「海軍部内の信望が米内に劣らない末次信正大将を、米内同様に特旨をもって現役復帰させ、軍令部総長とする」構想を持っていることには反対であった。井上の口から「末次」の名は一切出ず、及川古志郎大将を総長とすることがすんなり決まった。
8月5日、井上は海軍次官に任命された。中将進級6年目の井上は次官就任に際して「特に親任官の待遇を賜う」という辞令を受けていた。兵学校教官たちに対する退任挨拶で「私は過去1年9か月、兵学校長の職務を行ってきたが、離職に当たって誰しもが言うような、大過なく職務を果たすことができた、などとは言わない。私のやったことが良かったか、悪かったか。それは後世の歴史がそれを審判するであろう」と話した。次官に就任し、機務に接する立場となった井上は、戦局が絶望的であること、それを直視して根本策（戦争を止める策）を実行しようとする勇気に欠けた海軍中央の雰囲気を知った。
8月16日の特攻兵器震洋の検討会で、草鹿龍之介中将とともに生還の可能性も考えてほしいと意見するが、最終的にそういった措置が採られることはなかった。
8月29日、井上は大臣室で米内に「日本の敗戦は動かしがたいので内密に終戦の研究（終戦工作）を始めるので大臣と軍令部総長には承知願いたい」旨を具申し、続けて研究には海軍省人事局の高木惣吉少将を充てたいこと、その為に高木を「海軍省出仕、次官承命服務」にしたいと述べた。同日、井上は高木を次官室に呼び、快諾を得ると彼を病気療養という名目で海軍省出仕扱いとした。
高木の目立たない執務場所として海軍大学校研究部が選ばれたため、高木への辞令は「軍令部出仕 兼 海軍大学校研究部部員」となり、職務内容は「次官承命服務」となり、翌年の1945年（昭和20年）3月には「兼 海軍省出仕」の肩書が追加された。
井上の命を受けて、高木は海軍部外の志を同じくする要人や有識者の間を精力的に回り出した。その時の高木は背広姿であったが、時には海軍の錨マークがついた公用車に乗って要人や有識者の私邸へ急行した。戦争終結を密かに考えていた彼らは「海軍が現役将官をして正式に和平への道を探らせ始めたこと」 の証を見て、大いに勇気づけられた。高木は原田熊雄や松平康昌を通じて、昭和天皇の側近や重臣に自分の考えを伝えた。岡田啓介大将宅を訪問して報告し、指示を受けた。細川護貞を介して近衛文麿元首相に、さらに近衛を通じて高松宮に意を通じた。現役の海軍大佐である高松宮には、高木は直接に報告して連絡を密にしていた。高木のこのような活動により、あまり仲の良くなかった岡田と近衛が徐々に理解し合い、共通の目的である戦争終結に動き始めた。
戦後の井上は、「終戦工作が実を結び、八千万同胞が玉砕せずに残れたのは高木少将の力である。私はそれを命じただけ」と言い続けた。一方、高木は、井上成美伝記刊行会事務局に宛てた1979年（昭和54年）6月末日付の書簡で「井上大将は私が功労者のように述べておられますが、以前述べた如く私はお使い小僧に過ぎなかったので、米内、井上両上司の考を関係要所に浸透させるのが私の任務でした。ただ、井上次官に隠して実行したことは、陸軍の課長級と直接接触して何とか陸軍の態度を緩和させようと努力したことだけです。むろん失敗に終わりました」と述べている。戦後井上は「秘密にやったんです。高木さんの職務は書き物で訓令は出さない、書類は残さんぞ、だけど、［中略］公の職務として高木君がもらったものなんですよ。［中略］高木君が酔狂で、海軍省で遊んでいるからブラブラしててやったという問題じゃないんです。公務なんですから、陸軍の松谷、荒尾、佐藤［中略］これらは個人としてそういう考えを持っていたというだけのことで、［中略］高木君を同じレベルに並べて見たら大変な間違いになりますから、その点を一つ間違いなく見て頂きたい」と証言した。井上は、同時に、仮に「高木自身が和平に賛成しなくても、その準備をしなければならない立場にあった」ことを歴史にとどめるべきだと言っている。
海軍大臣副官 兼 秘書官であった岡本功中将によると、高木はしばしば井上を次官室に訪ねて話をしていた。また、核心に触れる話については、夜に井上が住む大臣官邸を訪ねて、例えば近衛の私生活上の話に至るまでのあらゆる情報を伝えていた。井上や高木にとって最重要なことは「一日も早く戦をやめること」であり、そのためには如何なる犠牲を払っても良いというほど、二人の決意は徹底していた。陸軍や重臣が譲れない講和条件としていた「国体護持」についても、二人の関心は次第に薄れていった。
高木の他に、井上と志を同じくする者が海軍部内にいた。海軍省兵備局二課長の浜田祐生大佐であった。浜田は1944年（昭和19年）に海軍大臣官邸で開かれた戦備幹部会で、物的国力の現状を詳細に説明し、このままでは戦争継続が不可能であることを大臣・総長に分らせようとした。説明が1時間以上も続いた後、井上は「戦争終結」を口に出しかねまじき浜田の意図を見抜いて「浜田、もう止めろ」と制止した。浜田は、当直の晩ごとに大臣官邸に井上を訪ねて「戦争終結へ急いで欲しい」と頼んでいた。浜田は井上－高木ラインの活動を知らず、井上もそのことを浜田に告げることは出来なかった。戦後、井上は自分の住所録の中の浜田の名に「［先見の明あり、大忠臣］終戦の必要を井上［次官］に申出づ。［大海軍で只一人］と添え書きしていた。
1944年（昭和19年）9月5日、陸海技術運用委員会が設置され、井上は陸軍省次官とともに委員長を務めた。特殊奇襲兵器開発のために陸海民の科学技術の一体化が図られた。
10月25日、井上はレイテ沖海戦で損傷した艦船の修理に関して、石油、ボーキサイトの還送に支障があってはならない、タンカーや貨物船の建造が遅れ、その後の特長ある作戦に必要な特攻兵器などの建造計画に影響があってはならないと軍務局長・多田武雄中将、運輸本部長・堀江義一郎少将に指示した。
レイテ沖海戦で連合艦隊が事実上壊滅し、1945年（昭和20年）2月以降は、南方の石油を内地へ輸送する道が絶たれ、僅かな残存艦艇も動けなくなった。海軍の勢力が衰え、海軍・陸軍の戦力バランスが崩れたことで、陸軍の主導の下に「陸海軍一元化」が画策され、3月10日に、海軍大臣の米内、海軍次官の井上、軍令部次長の小沢治三郎中将（井上と海兵同期）らに、陸軍の対応する職階の者たちが「陸海軍一元化」を呼びかけてきた。しかし和平のために活動している井上がこれに同意するはずがなかった。当時の井上の考えは、いくつかの書類に書かれて現存している。陸軍に海軍が吸収されて国軍が一本化するということは、「本土決戦」で徹底抗戦するという陸軍の戦略に従うことであり、米内・井上の到底容れ得ることではなく、両名の頑とした反対により陸海一元化は阻止された。
井上によれば、これに先立つ1944年（昭和19年）12月に海軍大臣官邸での会食の後に、井上と二人きりになった米内が井上に「俺はくたびれた。井上、お前に大臣を譲る」という旨を言った。井上は「陛下の御信任で小磯さんとともに内閣をつくった人が、くたびれたくらいのことで辞めるなんていう手がありますか。今は国民みな、命をかけて戦をしているんではないですか。少なくとも私は絶対引き受けませんよ」と即答した。大臣秘書官の岡本中佐によると、翌年1月10日にも同様の問答があった。高木は、2月26日に、横須賀の海軍砲術学校教頭を務めていた高松宮を訪問し、小磯・米内内閣更迭の場合の海軍首脳陣容について高松宮から問われ、3つの案を提示した。そのうち1つの案では、井上が大臣に擬せられていた。
井上の回想によると、4月1日に海軍省人事局長の三戸寿少将が日曜の午後で大臣官邸の自室にいた井上を訪問し、人事異動の案を示した。そこには「大臣：井上」とあった。井上は三戸に「だめだ、次官がやれるから大臣もやれると言うもんではない。私は大臣不適なことは自分でよく知っている。米内さんにそのままやって貰うんだ」と言った。井上は「危機一髪、之で三度」と表現している。
井上は中将進級（1939年（昭和14年）11月15日）から5年を経過して、現役で海軍次官の要職にあった。太平洋戦争中は、中将に進級して5年半経過しても現役にある者は大将に親任される慣例であった。これを反映して、1944年（昭和19年）の暮れごろに、米内が大将親任の話を井上に持ちかけた。この時井上は「大将にすると言うのは次官をやめろということですね」と米内に念押しし、「和平か玉砕か、国家が運命の岐路に立たされている時、何故、己の片腕とも頼むものを切ろうとするのか」と暗に米内に訴えた。井上は、1945年（昭和20年）1月20日付で「大将進級に就き意見」と題して毛筆で一文を書き、米内に、正式に自分の大将親任反対の意志を表明した。次いで、2月3日には「当分海軍大将に進級中止の件追加」と題した一文を米内に提出した。井上の回想によると、3月半ば、海軍大臣官邸で米内と井上が二人だけになった時、米内が「4月1日付で、塚原二四三中将と井上を大将にする」と告げた。井上は「『戦敗れて大将あり』ですか。今、大将を二人つくらないと海軍が戦をやっていくのに困るわけでなし、この戦局なのに、大将なんかできたら国民は何と思いますか。その上私は人格、技能、戦功、どれ一つとって考えても、自ら大将なんていう器ではないと考えてます。米内大将もやはり月並みの男だなと笑われないように、篤とお考えになったらよいでしょう」と返答した。2、3日して、米内から井上に「塚原も君も今度は大将見合わせだ」という言葉があり、井上は、自分の進言を米内が聞き入れてくれたことに謝意を述べた。
1945年（昭和20年）4月5日、小磯内閣が総辞職した。戦局が末期的様相を帯びてきたのがその主因であったが、井上 - 高木の工作によって、ようやく重臣たちが陸軍主導の内閣を排し、和平を模索する方向を取り始めたことを意味し、井上や高木にとっては、和平早期実現の好機であった。ただ、米内は、小磯と共に前年の7月に組閣の大命を受けた経緯があるので、新内閣に留任するのは「政治道徳」上至難であるという問題があった。井上は、内大臣の木戸幸一から、高木を通して「組閣の大命は、枢密院議長の鈴木貫太郎海軍大将に下る見込み」との内報を受け、それに賛同すると共に、条件として「鈴木大将は人物も度胸も申し分ないが、失礼だが総理として必要な政治感覚に乏しいと思う。それ故鈴木内閣が出来るとすれば、米内大将は是非共鈴木さんの片腕、相談役として入閣して貰う必要がある。之は絶対条件と思う」と、木戸に返答するように高木に指示した。これは、海軍部内の誰にも相談せず、井上一人が独断で決めたことであった。4月5日に鈴木に組閣の大命が下ると、井上は、高木に「海軍の総意は米内の海相留任である」と鈴木に伝えるよう命じ、鈴木に承知させ、その後で海軍首脳の了解を取り付けた。この「海軍の総意」は、実際は井上一人の考えだった。その後、米内自身が海相留任に難色を示したが、井上が押し切った。
井上は、米内に4月25日付で「当分大将進級を不可とする理由」という文書を三たび提出した。しかし井上の回想によると、5月7日か8日に井上は大臣室に呼ばれ、米内から「陛下が塚原と君の大将親任を御裁可になったよ」と告げられた。井上は「陛下の御裁可があったのでは致し方ありません。あたりまえなら大臣のお取り計らいにお礼を申し上ぐべきでしょうが、私は申しません。なお次官は罷めさせて頂けますでしょうね」と答え、米内が「うん」と答えて、井上の次官退任が決まった。
井上は「“負け戦、大将だけはやはりでき”、こういう句ができましたよ」と米内に言い残して大臣室を退出した。井上は、戦後この日のことについて「それで米内さんと喧嘩別れしちゃったんだ（中略）それっきり仲直りしてません。その問題についてはね」と語っている。
米内と井上が「喧嘩別れ」した経緯については、諸説がある。ただし、米内と井上の考えが、和平という大筋では一致しても、具体的な方法について一致していなかった可能性がある。井上は戦後に小柳冨次中将に「米内大臣は、一度何処かでアメリカ軍を一叩きしたあと、和平に持って行ってはどうかと考えておられたが、私はそれはとても望みないと思っていた」と語っている。
3月に硫黄島が攻略されて、米軍の戦闘機P-51が進出し、以後、直掩機のP-51に守られたB-29の本土空襲は急速に規模と回数を増し、非戦闘員の犠牲が幾何級数的に増加した。井上は毎日のように「大臣、手ぬるい、手ぬるい。一日も早く戦をやめましょう。一日遅れれば、何千何万の日本人が無駄死にするのですよ」と米内を責め、ときには具体的な計数まで示して説得していた。
井上は、4月初めに『日本の執るべき方策』と題した、十数枚の所見を米内に提出した。この所見は、米内の「沖縄をとられたらどうするか」という質問への井上の答であり、その趣旨は「独立と言うことだけが保たれれば、他はどんな条件でもよいから戦をやめるべきである。米軍の本土上陸前に講和をしなければ、日本人の国民性から考えると、米軍に対し徹底的に抗戦し、遂には講和する母体まで消滅させてしまうであろう。それを防ぐため中立国、ソ連（スウェーデン、スイスでも可）を介して速やかに交渉を開始すべきだ」というものであった。井上にとっては、もはや、国民の生命以外守るべきものは何もなかった。井上は「（1945年（昭和20年））5月に終戦のチャンスはあった。もちろん、米内、井上が殺されるほどのことはあったろうが…」と回想する。さらに、7月26日にポツダム宣言が発せられてから、8月15日まで、天皇制護持をめぐって20日間も終戦の決定が先送りされたことについて、高木に「天皇制は認めないといっても、終戦すべきであった」「そうすれば広島、長崎の悲劇はなかった」と語っている。近衛・木戸などの天皇側近は、国体護持や既存の国家体制維持を前提としての休戦を望んでいた。一方、上記のように、井上は一般国民の側に立っての一日も早い休戦を望んでいた。
井上は海軍大将に親任された5月15日付で海軍次官を免じられ、軍事参議官に親補された。その翌日から1か月間、井上は40年間近い海軍生活で初めて長期休暇をとり、伊東にあった海軍将官保養所に滞在した。その後、井上は東京に戻り、芝の水交社に起居した。水交社には、支那方面艦隊参謀長時代の井上に参謀として仕えた、海軍省軍務局員の中山定義中佐が宿泊していた。中山は調査課員を兼務しており、リアルタイムに機密情報を知り得る立場にあった。井上が毎日の夕食時に中山と顔を合わせると、中山が知る限りの情報を聞き要点を確かめ注意事項を指示した。高木は新たに次官になった多田武雄中将を「ボンクラ次官」と評して頼りにせず、井上の帰京後は「報告先が、次官室から水交社に代わっただけ」と回想するように、和平工作を井上 - 高木のラインで中断することなく続けた。
7月26日に連合国がポツダム宣言を発し、これに対して鈴木が「黙殺する」と語ったことで内外に混乱が生じ、8月6日の広島への原爆投下、8日のソ連の対日参戦、9日の長崎への原爆投下と事態が急速に悪化して、10日に日本政府はようやくポツダム宣言受諾を決定して午前6時45分、スイス、スウェーデン両国を通じてポツダム宣言受諾の無電を発した。同日午前11時に、海軍の元帥・軍事参議官らが米内光政海相に招かれ、ポツダム宣言受諾に至った経緯の説明を受けた。米内は秘書官に「居並ぶ大将連が、いずれも残念そうな顔つきをしていたのに、井上大将だけはひとりすがすがしい顔をしていた」と語った。
8月15日以降、軍令部次長の大西瀧治郎中将の割腹自決、第五航空艦隊司令長官の宇垣纏中将の特攻（沖縄沖で海面に墜落）が続いた。8月16日に開かれた「大将会」で、井上は「事態が斯くなれること其他につき、夫々責任の地位にある人が、自殺する人がある様なるも、成る程自殺すれば当人の気持としては満足なるべく、又自己の生涯を飾るべきも、而し此の大事な重要な人々が次々と此の如くして所謂自殺流行にして後を顧みぬと云う事は国家の損失なり」と戒めた。井上は、海軍での最後の仕事として、第五航空艦隊の「査閲」を、海軍大臣の米内から9月10日付で命じられ、第五航空艦隊の各基地において最寄りの航空部隊指揮官及び関係幹部を集めて、彼らの執った処置と復員の状況について調査し、統制ある終戦処理を推進して帝国海軍有終の美を飾るよう説いた。
10月10日に待命、10月15日に予備役に編入されて、兵学校入校以来39年間の海軍生活を終えた。井上はこの時55歳だった。敗戦後に進駐してきた米軍との折衝に部下を伴って赴き、部下の英会話力が不十分と見た井上は、脇からキングズ・イングリッシュで話し始め、全ての要件を片づけてしまった。

### 戦後

#### 英語塾

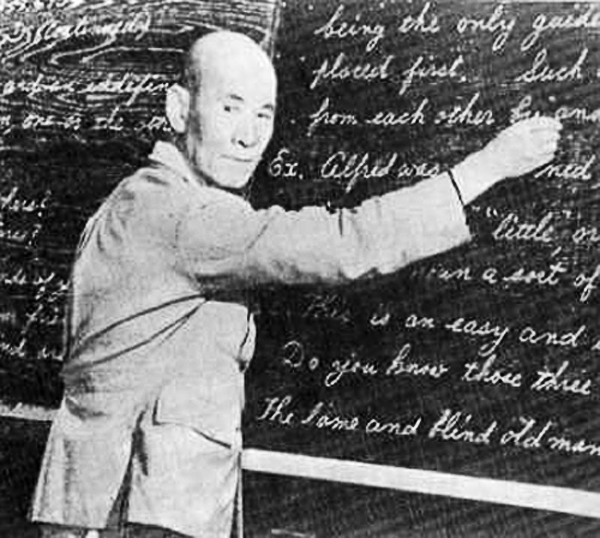
戦後英語塾をしていた頃
井上は海軍兵学校校長時代から英語教育廃止論を退けて英語教育を徹底するなど、教育者としての見識も深かった。

海軍が消滅して一市民となった井上は、横須賀市長井の家に隠棲した。
長井は、行政上は横須賀市に入るものの、実際は三浦半島最西端の半農半漁の村であり、横須賀市内からの交通も不便な「僻村」であった。
宮内庁の記録にはないが、作家の阿川弘之によれば、戦後間もない時期に宮中からの使者が井上宅を訪れ、井上宅があまりに乱雑であったため、使者はいったん立ち去り、井上が玄関口を掃き清めるのを待って再度訪問して口上を述べて、井上が「私のやったことが天子様の御心にかなった。これで死後、大きな顔して両親に会うことが出来る」と漏らしたとしている。
井上は1945年（昭和20年）の暮れ頃から近所の子供たちに英語を教えていたが、僅かな月謝しか請求せず（月謝の額については後述）、他は塾生の父兄が魚や野菜を差し入れてくれる以外は無収入で、軍人恩給の復活（1953年（昭和28年）8月）までの井上の生活は困窮を極めていた。1951年（昭和26年）12月24日付の、姪（長兄・秀二の娘）の伊藤由里子に宛てた手紙で、井上は「貧民のような食事」をしている窮状を嘆いている。また英語塾を開く傍ら、高校生にフランス語の個人教授もしていた。
1945年（昭和20年）の暮れ頃、長井の井上の元に戦争未亡人となった一人娘の靚子が息子の丸田研一と共に身を寄せたが、靚子も1948年（昭和23年）10月16日に肺結核で死去した（29歳）。井上は肺結核が悪化して寝たきりとなった靚子のために、寝たままで用便でき、風通しが良い竹製の介護用ベッドを作り、また、電気パン焼き器・万年カレンダー・太陽熱湯沸かし器などの様々な器械を「発明」していた。長井の井上宅には工房があり、木工・金属加工の道具類が一通り揃っていた。これらは、戦前、井上が海軍将官であった時に買い揃えたものであった。バリカンで自分の頭を坊主頭にするのも造作なかった。その後、井上が男手一人で孫の研一を育てるのは無理で、井上の困窮が募ったこともあり、8歳の研一を靚子の嫁ぎ先である丸田家に託さざるを得なかった。海軍将校だったため公職追放となる（1952年追放解除）。
敗戦から6年が経過した1951年（昭和26年）12月10日、新聞「東京タイムズ」の1面トップで、海軍大将であった井上が横須賀市外の僻村で無収入に近い極貧生活を送っている様子が報道された。井上の下で第四艦隊機関参謀だった山上実は、靴下の行商でようやく生計を立てていたが、その記事を読んで衝撃を受けた。山上は、戦後も交誼を保っていた元参謀長の矢野志加三（元中将、当時東洋パルプ専務取締役）、元先任参謀の川井巌（元少将。当時東京光学機械の販売子会社「東光物産」の神保町店支配人）に連絡を取った。両名は、井上との信頼関係が最も厚かった人たちであり、実業界への転身に何とか成功しており、「山上君の言う通り（井上さんがそんなに困っておられるなら）、何とかせにゃいかん。年明けにでも、みんな（司令部幕僚）揃って一度様子を見に行こう」と即決した。井上が追放解除された直後の1952年（昭和27年）5月に、矢野、川井、山上らの司令部幕僚が井上宅を訪問した。長官時代の井上の端正な姿を知る山上は、井上のあまりの貧窮ぶりを実見して溢れる涙を押さえられなかった。出迎えた井上は海軍軍装の襟章と袖章を外し、破損箇所を繕ったものを着ており、栄養失調で青黒い顔色をしていた。元参謀の中に東京周辺の学習塾の月謝の相場をあらかじめ調べて来た者がおり、井上に英語塾の月謝を尋ねると井上は東京の相場の1/5～1/6の金額を答えた。
旧海軍料亭「小松」は、戦後も横須賀に健在であり、経営者の山本直枝は長井の井上宅を初めて訪問した時に、あまりの貧窮ぶりに「これが国のために働いた海軍大将の生活か」と絶句した。井上の生活ぶりを案じて、時々食べ物を持って井上宅を訪ねると、井上はいちいち掛け軸などを山本に渡して「返し」をしようとする。井上の困窮に心底から同情していた山本は困惑したが、一時預かるつもりで「返し」を受け取り、「井上さんが（本当に）困った時には、品物を返しすれば良い」と自分を納得させた。山本は、井上に心置きなく好意を受けて貰う方法はないかと考えていた。1951年（昭和26年）頃になって、「小松」にアメリカ軍の客がやって来るようになったので、従業員への英会話の指導を井上に頼むことにしたのである。山本は「井上さんに好きなものを馳走してさしあげようと思い、英会話の先生を願いたいんです」と語っている。井上は英語塾で使っているものとは別に、「小松」従業員専用の英語教材を用意し、アメリカ・イギリスの国歌まで教えた。「小松」に大きな借りがあると考えている井上は報酬を求めなかったが、英会話を教えに「小松」に来る井上は、出される食事は喜んで食べ、「お車料」の名目で出される包みは素直に受け取った。井上と山本直枝の交誼は、井上が亡くなるまで続いた。

### 晩年
井上は、1953年（昭和28年）6月16日に胃潰瘍で大量の吐血をし、市立横須賀病院長井分院に搬送された。井上の英語塾は、井上が吐血して緊急入院した6月に自然閉鎖され、井上の退院後も再開されなかった。元生徒の一人が保存する英語塾のノートの日付は、5月24日で終わっている。
井上は社会保険に加入していず、所持金もなく、満足な治療を受けられない状況だった。偶然にも分院長が井上と親しい山本善雄少将の近親者で、搬送された患者「井上成美」が、かつての海軍大将であることに気づいて、分院の総力を挙げての応急治療がなされた。井上は、症状が安定した4日後に市立横須賀病院の本院へ搬送された。本院の院長が、機転を利かせて、旧海軍料亭「小松」に井上の状況を通知し、「小松」を介して井上の窮境が海軍関係者に伝わり、多数の海軍関係者・縁故者の手が差し伸べられた。市立横須賀病院で定期的に診療していた、千葉大学医学部第二外科教授・中山恒明の執刀で、井上の手術は成功した。治療費の拠出、著名な外科医である中山の執刀、いずれも海軍関係者の尽力による。井上が市立横須賀病院に入院中の8月1日に4月から遡及して支払われる規定で軍人恩給が復活した。山上中佐は、井上が早期に軍人恩給を受給できるように東京都民政局へ脚を運んで係官と相談した。井上が海軍次官（文官扱い）を経験したことから、文官恩給を申請する資格があること、武官恩給の年金額より多くなるならば、文官恩給を申請した方が良いという示唆を受けた。山上がその旨を井上に伝えた所、井上は「海軍士官であった者として生涯を終えたい。金額が仮に不利であっても、武官の恩給を申請する」と返答した。
井上は、8月末に市立横須賀病院を退院して長井の自宅に戻った後、軍人恩給が復活して一応の生活の目処が立ったためか、田原富士子と同年の秋に再婚した。田原富士子は、井上の書いた書面によると、1899年（明治32年）12月に埼玉県で医師の娘として出生、田原某と結婚するも死別、花柳流日本舞踊の名取、井上より10歳年下で、井上と結婚した時は53歳であった。1951年（昭和26年）12月に『東京タイムズ』に掲載された井上についての記事を読み、記事から伝わる井上の高潔な人格に敬服して、貧窮に苦しむ井上に援助の手を差し伸べたいと考えたという。東京タイムズの記者の紹介で、翌1952年（昭和27年）に長井に移住し、井上の長兄の秀二の別荘を借りて住み始め、ご馳走を作って井上に届けるなど、井上との交際を深めて行った。井上が、1953年（昭和28年）6月に胃潰瘍で大量の吐血をした際、井上は駆けつけた近所の人に「隣の奥さんを呼んで来て下さい」と書いた紙を渡した。医師の娘である富士子は多少の医学・薬学の知識を有しており、吐血の際の応急処置、医師への連絡などを適切に行うことが出来た。富士子は、井上が市立横須賀病院に入院している最中には常に付き添い（井上の姪の伊藤由里子と交代で付き添った）、下の世話も厭わずに献身的に世話をした。
井上は死去の前年の1974年（昭和49年）、山上中佐に「富士子は私の看護のために結婚してくれたようなもので、何らの楽しみも与えることができず、誠に気の毒だ。私の万一の場合に、富士子の身の上が一番心配だった。しかし、（兵学校の）生徒諸君が援助を約束してくれているのでほっとしているよ」と述べており、富士子に深く感謝していた様子がうかがえる。井上が死去し、富士子が入院して空き家となった井上宅を整理していた者が、「井上富士子」名義の預金通帳を発見した。預金通帳には、兵学校時代の教え子である深田秀明（兵73期）が「管理料」の名目で晩年の井上に送った金額が、そっくり預金されていたという。
軍人恩給の復活により、井上の生活は一応安定したが、恩給のみでの生活は楽ではなかった。この時期、矢野志加三中将は日平産業の社長を務め、実業界で一定の地位を築いていた。矢野は、井上の生活を心配して、井上を一流会社の顧問に推薦したいと再三打診したが、井上は頑なに拒否した。また、戦後のこの時期までに井上と接触した旧部下有志（主に、第四艦隊長官時代の幕僚と、兵学校長時代の教官・教え子）の協力による金銭援助すらも、井上は全て断っていた。
井上自身は、軍人恩給のみではいずれは生活が行き詰まると考え、長井の自宅を売却してもう少し便利な場所に小さな家を建て残金を老後資金に充てたいと考えていた。ところが、この頃の井上宅は自動車の入れない細道を歩いて行かないと玄関先に辿り着けなくなっており、横須賀市の市街地や逗子方面へ出るのも困難、かつ別荘地としての発展も見込めず、井上の期待する、代替の住宅と老後資金を確保できるだけの値で売れる見込はなかった。1964年（昭和39年）、井上の兵学校長時代の教え子で、井上に心酔しており、実業界で成功を収めていた深田秀明が、井上を「子供（兵学校生徒）が立派に成長して小遣いを持って訪ねて来たのに、それを受け取らぬ親（兵学校長）がどこにいますか」と言う理屈で説得して、金銭援助を受け入れさせることに成功した。深田は、まず井上を自分の会社の顧問として顧問料を月々支払い（当初は5千円、1968年（昭和43年）頃から1万円）、次いで井上宅を深田の会社が買い取り、井上夫婦に「管理料」を月々支払う形式で、井上の死去まで金銭援助を続けた。井上は深田の好意を受ける代わりに土地家屋を無償で譲渡したいと深田に申し入れ、固辞した深田が井上の再三の申し出に負け、井上宅を深田の会社が「適正な価格」で買い取った。深田は複数の不動産屋に井上宅の時価を評価させ、売買契約書を公正証書とした。契約内容は「井上夫婦のいずれか一方が存命中は無償で不動産を使用でき、売却代金に加えて、管理費用として毎月一定の金額（5万円）を深田の会社が井上に支払う」という破格のものであった。
1965年（昭和40年）10月23日に、第四艦隊司令部幕僚の親睦会「珊瑚会」と、深田を中心とする兵学校73期前後の生徒有志により、井上の喜寿を祝う会が東京・新宿の「古鷹ビル」（深田の会社の本社ビル）で開催された。戦後の井上が上京し、人前に出た数少ない事例。この際に、井上はイタリア駐在武官に赴任する際に同じ船に乗り合わせて知り合った彫刻家・日名子実三がローマで制作し、井上の帰国後は、長井の自宅玄関広間に置かれていた、第一種軍装・勲章佩用のブロンズ胸像を持参して深田に託した。井上の胸像は、深田の会社の事務室に飾られることが決まった。井上が死去した後、井上の伝記の編集委員会が組織され、事務局が「古鷹ビル」の地下一階の小部屋に設けられた。井上の胸像は、この「井上成美伝記編集委員会事務局室」に置かれていた。
井上は、1974年（昭和49年）春に風邪をこじらせて横須賀市民病院に半年入院した。井上は、発熱した時に体を震わせて「早くしないと若い者たちがどんどん死んでしまう。早くなんとか急がねば…」と叫んだという。退院後は、一日の大半を床の中で過すようになった。暖かい日に部屋の中を歩いたり、庭を散歩することもあった。そして、1975年（昭和50年）12月15日午後5時過ぎに老衰で死去した。86歳没。亡くなった日は、井上は朝から床に伏していたが、夕刻5時近くになって、付き添っていた富士子の目を盗んでそっと起き上がり、居間の窓の敷居をまたいでベランダに出て、太平洋を眺めていた。富士子が気づいた時は、再び窓の敷居をまたいで部屋に帰る所であり、床に戻って間もなく息を引き取ったという。富士子が聞いた最期の言葉は、「海が…、江田島へ…」だった。

## 死後
生前から葬儀は簡素にして欲しいという話を教え子らにしていた井上の遺志に沿った簡素な葬儀が、英語塾の元生徒が住職を務める長井の勧明寺で12月17日に挙行された。昭和天皇から祭祀料1万5千円が下賜された。葬儀委員長は海兵37期クラス会幹事の中村一夫少将、参列者は305名に及んだ。高木惣吉も葬儀に参列した。病身の高木は医者から安静を命じられていたが「井上さんの葬儀にはどんなことがあっても行かなければ気が済まない。そのために死んだって本望だ」と家族の制止を振り切って参列した。寺の本堂に入るよう勧められても固辞して、屋外の椅子に座って12月の海風に身を曝していた高木は、肺炎を起こして危篤状態となり、長期療養を余儀なくされた。
1976年（昭和51年）1月31日に、「井上成美追悼会」が東京・原宿の東郷記念館で催された。兵71期 - 78期のクラス会が世話人となった。主催者の予想を遥かに超える715名が参列したため、用意された椅子に座れたのは参列者の1/3に過ぎず、会場の外に参列者が溢れた。戦後の海軍関係の集会では最大の人数であった。追悼会は3時間に渡り、中村一夫の悼辞で締めくくられた。未亡人となった富士子は、井上の死後2か月余りの2月26日に、長井の自宅に通じる農道で転倒し、横須賀市民病院に入院した。同病院に勤務する、生前の井上の主治医（兵学校時代の教え子）が治療したが、富士子の心身は急速に衰え、認知症が悪化した。富士子は老人病院に転院し、井上を追うように1977年（昭和52年）6月16日に満76歳で死去した。
死の2ヵ月後に発見された井上の遺書は、表に『井上成美遺書』と書かれた白い封筒に入っていた。
井上夫妻の死後、旧邸宅は空き家となるがこの家で教えをうけた英語塾の塾生のひとりが夫婦で25年間、空き家を守り続けていた。庭の手入れも行き届き、昔のまま保存されていた。しかし、1999年（平成11年）の横須賀市議会で、議員の磯崎満男が「家屋の傷みが進む一方で、長年経過してきた今では屋根がわらのかなりの部分が崩壊し、室内から青空が丸見え、雨水が直接流れ込み、床下全域に満遍なく浸透し、全体が修復困難なほど腐りかけ」と井上旧宅の状況を述べている。
2007年（平成19年）、海軍兵学校時代の教え子の次の世代の家族が引き継いで、すっかり外観の装いも新しくなり、井上が住んでいた頃の名残をとどめるのは、暖炉の煙突だけとなった。井上が起居した部屋から見えた荒崎海岸は昔と変っていない。旧井上邸は、居間の暖炉など一部が保存され、小規模ながら「井上成美記念館」として公開されていたが、2011年の東日本大震災の被害により閉館した。
2024年（令和6年）、老朽化などにより旧井上邸は解体されることとなった。解体後は別荘地になるとのことである。

## 人物

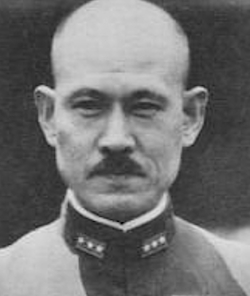

山本善雄少将によれば、「（井上が）面白味がない、人間的に冷たいと言う人がいるがそれは違うと思う。公務の時には表に出ない内面の優しさや温かさを、女が敏感に感じ取っている。だからあれだけ芸者たちに慕われるんだ」という。千早正隆中佐は「井上は日本海軍で稀に見る軍政家であり、そして教育家であった」と評価する。井上の支那方面艦隊参謀長時代・海軍次官時代の部下で、戦後第二復員省総務局に所属していた中山定義中佐によると、ある日井上が、ボストンバッグに長井名産らしい小ぶりのミカンを詰め込んで、中山の職場に慰問に来てくれた。この際の井上は、きちんとした背広を着て、あまり貧乏くさくはなく、なかなか元気そうであった。中山は、元の大将・中将で、旧部下の復員官にこのような気配りをしてくれたのは井上だけだったと言う。

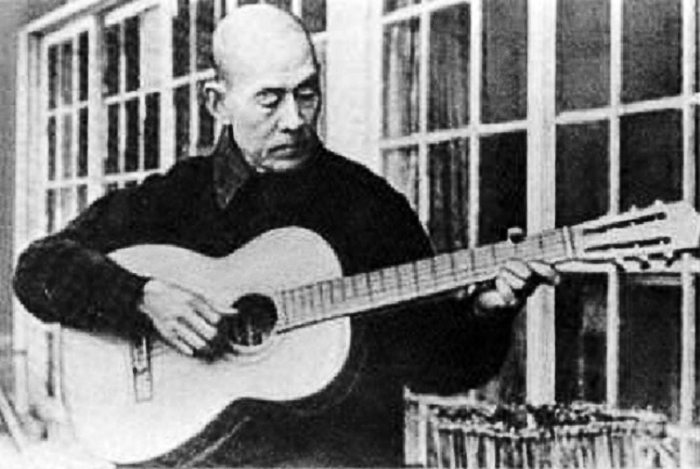
ギターを弾く井上

井上は音楽が好きで、琴の名手であった母親譲りで、琴をはじめとして、ピアノ・ギター・アコーディオン・ヴァイオリンなどを奏きこなした。海軍士官時代、井上の音楽好きは海軍部内で有名で、支那方面艦隊参謀長時代に、上海水交社に臨時に司令部を置いていた時には夜にピアノやヴァイオリンを奏いたり、宴席で芸者と琴の合奏をほぼぶっつけ本番で披露して周囲の舌を巻かせたりと言ったエピソードが多い。戦後に開いていた英語塾では、ギターやアコーディオンで「弾き語り」をし、生徒に英語の歌を歌わせた。ギターやアコーディオンの個人指導もした。戦後、横須賀市長井に隠棲する井上を訪ねた「比叡」艦長時代の部下の今川福雄大佐（兵52期）に、「私は海軍に入っていなかったら、今ごろきっとお琴の師匠で身を立てていただろうと思います」と語った。
井上は、兵学校校長時代に生徒や教官の数学的思考を養うための「数学パズル」を考案して数学教育に利用させ、海軍次官になった後も暇さえあればそれを楽しんでいた。終戦直後に「サン・パズル」という名前でアメリカに販売しようとした。日米開戦時の駐米大使館附武官で、アメリカに知己の多い横山一郎少将の助けを得たが、この企画は実現しなかった。「数学パズル」は、1944年（昭和19年）の、財団法人東京水交社機関誌「水交社記事」に、井上が執筆した詳細な遊び方、図解、数学的な解説が掲載された。この記事が、井上成美伝記刊行会編著『井上成美』井上成美伝記刊行会、1982年（昭和57年）、資料編 221-228頁に完全収録されている。
今川福雄大佐が、戦後に英語塾を開いていた井上に「井上さんは語学の才能に恵まれているから、（新制の）中学生に（初歩の）英語を教えるくらい、わけないでしょう」という旨を言うと、井上は「それは間違っています。私は私なりに努力したのです。イタリア駐在武官に赴任する際には、一か月の船旅の間にイタリア語の独習書をひもといて現地に到着したら何とかカタコトでも会話ができるようになりたいと努力しました、人はこの（自分の陰の）努力を知らずに語学の天才のように言うのですが、それは誤りです」という旨を答えた。なお、井上はイタリア駐在武官に着任後、大使館のタイピスト嬢（元小学校教師）に師事し、毎朝1時間イタリア語を勉強した。
1966年（昭和41年）頃東大経済学部の安藤良雄教授の「（井上さんが）生涯を通じて堅持して来られたのはリベラリズムということになりましょうか」と質問に、井上は「いえ、その（リベラリズムの）上にラディカルという字が入ります」と答えた。
酒はほとんど嗜まなかった。「海軍には無礼講はない」と公言していた。井上は米内光政を大提督の貫禄があるといって尊敬していたが、戦後に兵学校時代の教え子が米内を評して「（米内が）酔払って羽目を外すのも人間味があっていいではないですか」と言うと、井上は「あれは醜態で、私は好かない」とにべもなかった。井上は44歳で大佐の時に妻の喜久代に先立たれた後、女性に対して極めて禁欲的だった。妻を亡くしてから海軍が消滅するまで、宴席で料亭に行っても、他の高級士官のように芸妓と遊ぶ（一夜を共にする）事はなかったが、参謀長の際に一度だけ芸妓と泊まったことがあり、名指しされた芸妓が驚いた程であった。しかし、その芸妓とコンドームの使用を巡って押し問答となり、結局何もせずに終わった。昭和40年代、晩年の井上を経済的にバックアップしていた兵学校長時代の教え子の深田秀明（兵73期）の質問に井上は、「私は先妻の喜久代を結核で亡くしました。娘も私も、これに感染している恐れが十分ありました。事実、娘の靚子は戦時中に結核を発病して夭折しました。だから、コンサンプションと呼ばれる胸部疾患に私は極めて神経質で、それを警戒してずっと禁欲生活を続けてきた」と語った。

## 戦略
軍務局長の井上と米内光政海軍大臣、山本五十六海軍次官の海軍省の要職にいた三人は「海軍省の左派トリオ」と呼ばれ、「日独伊三国同盟」に反対していた。
井上は、三国同盟締結の得失を次のように考えていたという。
- 経済的に見て、三国同盟は論外。日本経済は、そのほとんどを米英圏に依存している。特に海軍にとって最重要の石油と屑鉄はアメリカから購入している。三国同盟を結べば、イギリス、さらにアメリカを敵に回し、日本は石油と屑鉄の供給を絶たれる。
- 軍事的に見て、三国同盟は無意味。地理的に遠く離れた日本と独・伊は相互援助が不可能である。ドイツのヒトラーは『Mein Kampf』で述べているように、有色人種を蔑視して、ドイツ民族による世界制覇を目指しており、いずれ破綻するのは目に見えている。
- イタリア駐在武官時代の経験から、イタリアは、外見は立派でも頼むに足りない[328]。

井上が三国同盟に強力に反対した最大の理由は、ドイツが提案してきた条約案に自動参戦義務条項 「独国または伊国が戦争状態に入った場合は、日本は自動的に戦争に加担する」があったためである。ただし、井上は日独防共協定には肯定的であった。満洲事変以後の国際的孤立状態からの脱出と共産主義に反対の立場からである。
井上は航空主兵論者の一人であり、1940年（昭和15年）に井上が⑤計画に対して出した「新軍備計画」の具体案は次の通り。
1. 航空機の発達した今日、之からの戦争では、主力艦隊と主力艦隊の決戦は絶対に起らない。
2. 巨額の金を食う戦艦など建造する必要なし。敵の戦艦など何程あろうと、我に充分な航空兵力あれば皆沈めることが出来る。
3. 陸上航空基地は絶対に沈まない航空母艦である。航空母艦は運動力を有するから使用上便利ではあるが、極めて脆弱である。故に海軍航空兵力の主力は基地航空兵力であるべきである。
4. 対アメリカ戦に於ては陸上基地は国防兵力の主力であって、太平洋に散在する島々は天与の宝で非常に大切なものである。
5. 対アメリカ戦では之等の基地争奪戦が必ず主作戦になることを断言する。換言すれば上陸作戦並びにその防禦戦が主作戦になる。
6. 右の意味から基地の戦力の持続が何より大切なる故、何をさておいても、基地の要塞化を急速に実施すべきである。
7. 従って又基地航空兵力第一主義で航空兵力を整備充実すべきである。之が為戦艦、巡洋艦の如きは犠牲にしてよろし。
8. 次に日本が生存し、且（かつ）、戦を続ける為には、海上交通の確保は極めて大切であるから之に要する兵力は第二に充実するの要あり。
9. 潜水艦は基地防禦にも、通商保護にも、攻撃にも使える艦種なる故、第三位に考えて充実すべき兵種である。

妹尾作太男少尉は、アメリカ海軍大学校の機関誌である『US Naval War College Review』1974年1月号・2月号に"A Chess Game with No Checkmate"と題して「新軍備計画論」を紹介する論文を寄稿。アメリカ海軍大学校、アメリカ各大学の歴史教授にかなりの感銘を与え、アメリカ海軍大学校長から妹尾に所感が寄せられたという。
また、『日米戦争の形態』の一節では「日本が米国を破り、彼を屈服することは不可能なり。其理由は極めて明白簡単にして…」と説明し、その上で「米国は、日本国全土の占領も可能。首都の占領も可能。作戦軍の殲滅も可能なり。又、海上封鎖による海上交通制圧による物資窮乏に導き得る可能性大」と述べており、太平洋戦争では、戦艦同士の艦隊決戦は起らず、水上艦はアメリカ軍航空機や潜水艦の餌食となり、戦況は太平洋の島々の争奪戦となり、米軍は占領した島を基地として日本本土空襲を行ったことから、井上は太平洋戦争の経過を、1941年（昭和16年）の段階で概ね予想できていた。奥宮正武は、井上構想における航空基地活用は既存航空基地の総称であり、航空基地建設能力・海上輸送と港湾設備について「井上の先見の明をもってしても、なお予見できなかった分野があった」と評している。
井上の指揮に関する評価はウェーク島攻略作戦の遅滞・珊瑚海海戦の不徹底・ガダルカナル島進出時の失策などで次の通りだった。連合艦隊長官・山本五十六大将は堀悌吉中将（予備役）に宛てた1942年（昭和17年）5月24日付の書簡で「井上はあまり戦はうまくない」と書き、昭和天皇も海軍大臣嶋田繁太郎大将に「井上は学者だから、戦はあまりうまくない」と言ったという。中澤佑少将が、1942年（昭和17年）12月に、海軍省人事局長に就任する際に、前任者から引き継ぎを受けた際に中沢が作成したメモが残っており、井上に対する、嶋田海相の評を記した部分には「（井上は）ウェーキ、コーラル海（珊瑚海）、戦機見る目なし。次官の望みなし。徳望なし。航本（航空本部）の実績上がらず。兵学校長、鎮（鎮守府）長官か。大将はダメ」と記されている。
高木惣吉少将によると、1944年（昭和19年）3月7日に、岡田啓介海軍大将が、戦勢が日に日に非であるのを憂い（この時期は、同年2月に、東條英機首相が、陸軍大臣と参謀総長を兼任し、嶋田繁太郎海軍大臣が軍令部総長を兼任して、「東條幕府」と批判される状況）、熱海で静養中の伏見宮博恭王元帥を訪問し、「米内光政海軍大将を現役復帰させて海軍大臣にしてはどうか。海軍部内では、現役大将から選ぶなら、豊田副武大将、中堅から選ぶなら井上成美中将はどうかという声が高い」と言う旨を進言した所、伏見宮は「井上はいかぬ。あれは学者だ。戦には不向きだ。珊瑚海海戦の時の指揮は拙劣だった」という旨を答えた。
奥宮正武（太平洋戦争時、第二航空戦隊参謀等）は「とかく、頭のよい人は、実戦のさいには、粘り強さに欠ける例が多かった。井上中将もその一人であった」「(米内を補佐して）終戦工作に献身した事は高く評価すべき」と評している。

## 教育思想
井上は軍事学よりも普通学を重視する教育方針を堅持した。この方針は武官教官の一部から強い反発を受け、戦局の悪化で即戦力を求める軍令部や航空関係者からも強く批判された。井上は、1952年（昭和27年）10月に、長井の自宅を訪れた防衛大学校初代校長の槇智雄（井上と同郷）に、その心境を井上は「私は（槇さんに）『ジェントルマンを作るつもりで教育しました』とお答えしました。つまり兵隊を作るんじゃないということです。丁稚教育じゃないということです。それではそのジェントルマン教育とは何かということになれば、いろいろ言えるでしょうが、一例を言ってみれば、イギリスのパブリック・スクールや、オックスフォード・ケンブリッジ大学における紳士教育のやり方ですね。これは、それとは別の話ですが、第一次世界大戦の折、イギリスの上流階級の人達が本当に勇敢に戦いましたね。日ごろ国から、優遇され、特権を受けているのだから、今こそ働かねばというわけで、これは軍人だけじゃないですね。エリート教育を受けた大半の人達がそうでしたね。私は、一次大戦の後、欧州で数年生活してみて、そのことを実感として感じました。『ジェントルマンなら、戦場に行っても兵隊の上に立って戦える…ということです。ジェントルマンが持っているデューティとかレスポンシィビィリィティ、つまり義務感や責任感…戦いにおいて大切なのはこれですね。その上、士官としてもう一つ大切なものは教養です。艦の操縦や大砲の射撃が上手だということも大切ですが、せんじつめれば、そういう仕事は下士官のする役割です。そういう下士官を指導するためには、教養が大切で、広い教養があるかないか、それが専門的な技術を持つ下士官と違ったところだと私は思っておりました。ですから、海軍兵学校は軍人の学校ではありますが、私は高等普通学を重視しました。そして、文官の先生を努めて優遇し、大事にしたつもりです」と語った。井上は、教官たちに「自分がやりたいのは、ダルトン・プランのような 『生徒それぞれの天分を伸ばさせる天才教育』 ではない。兵学校の教育は 『画一教育』 であるべき。兵学校では、まず劣等者をなくし、少尉任官後に指揮権を行使するのに最低限度必要とされる智・徳・体の能力を持たせて卒業させ、その見込みのない者は退校させねばならない。兵学校教育の目標は、結果として、少尉任官に指揮権を行使する最低限度能力を持てないと見込まれる退校者を出さないよう、生徒をしっかり教育することである」という旨を示し、秀才は放っておけ、まず劣等者をなくせ、と端的に指示した。
井上が兵学校長在任中に兵学校生徒は激増したが、それを教育する教官、特に普通学教官・体育教官の充足が困難で、太平洋戦争開戦後に制度化された一般兵科予備士官を活用することとなった。予め、教官配置に適した大学生等を「青田買い」して（具体的な方法は出典文献に記載なし）、兵科予備学生として採用し、兵科予備士官の基礎教育（6か月ないし3か月）のうちから「教育班」に配属して「教官養成教育」を施し、基礎教育終了後、一般の予備学生が砲術学校や通信学校などで教育される所を、「教育班」の予備学生は兵学校で「教官実務教育」を数か月受け、兵学校の普通学教官・体育教官となった。戦争が激化し、初級士官の消耗と需要が激増すると、特に戦場帰りの武官教官から「戦争が終わるまでの特別措置として、普通学の時間を思い切って減らし、軍事学・訓練を主としたものに兵学校教育を転換すべし」という意見が高まったが、井上は、あくまでも、従来通りの「普通学重視」の方針を貫いた。
兵学校には、よく海軍の現役・退役の先輩がやって来た。井上の着任以前は、その都度、全校生徒を集めて、先輩の講話を聞かせる例であったが、井上はこれを止めさせた。井上は「大将だって何を言い出すか分らない。自分の方針に反するようなことを言われては迷惑至極だ。例えば、校長時代にダルトン・プランという『天才教育』を主張した永野修身元帥が生徒の前で『おのれの天分を伸ばせ』などと言われたら、自分のしている百日の説法も屁一つになってしまう。ただでさえ、生徒たちは、自分の好きな学科だけやって嫌いなものをなおざりにする傾向があるのだから尚更である」と回想する。
兵学校では、従来、最初の1年は全員が英語を学び、後は、英・独・仏・支那・露のいずれかを希望によって専修するシステムだったが、1941年（昭和16年）9月からは、全学年を通して英語だけを学ぶシステムに変っていた。太平洋戦争開戦の前から、日本社会では「英米排斥」の風潮が強くなっており、中学校では英語の授業を減らしたり、廃止する所が多くなっていた。それを反映して、陸軍士官学校では、採用試験から英語を除いた。海軍省教育局は、非公式に兵学校側の意見を問い合せてきた。それを受けての、兵学校の教頭以下の教官を集めての会議では、英語科の教官以外が全員一致で「優秀な中学生が、英語の試験を嫌って陸士に流れるのを防ぐため、海兵でも陸士に倣って採用試験から英語を除くべし」と主張した。教頭が、井上に「教官の総意はご覧の通りですが、採用試験から英語を除くべし、と教育局に返答してよろしいでしょうか」と決裁を求めると、井上は「兵学校は将校を養成する学校だ。およそ自国語しか話せない海軍士官などは、世界中どこへ行ったって通用せぬ。英語の嫌いな秀才は陸軍に行ってもかまわん。外国語一つもできないような者は海軍士官には要らない。陸軍士官学校が採用試験に英語を廃止したからといって、兵学校が真似をすることはない」と即答した。井上のこの決断により、兵学校の採用試験に英語が残されたことはもちろん、入校後の生徒教育でも英語が廃止されることはなかった。多数意見を却下された教官たちから「校長横暴」との声もあったが、「こういう問題は多数決で決めることではない」という井上の考えは揺るがなかった。このことは、戦後、大学に入り直すなどして再出発することになった卒業生達から相当感謝されている。
語学に優れていた井上は兵学校の英語教育について、「英語を英語のまま理解し、使う（英語を和訳し、日本語を英訳するのではない）」する「直読直解主義」を英語教官に示し、そのような教育をするよう工夫を求めた。そのため、英英辞典の使用を奨励し、その時に在校していた73期・74期と、入校予定の75期の一人一人に貸与するため、総数5千冊の英英辞典が必要となった。井上は、兵学校主計長に特に指示して、英英辞典5千冊を調達させた。英語教官たちは、井上の方針を実現するべく「授業中に日本語を一切使わない」など試行錯誤した。ただし、兵学校の「名物英語教官」であった、文官教授の平賀春二は、井上の唱える英語教育方法は理想的だが、戦時中の兵学校で実現するのは困難と考えた。平賀は「旧制高等学校のように英語の時間数の多い学校でなら効果も上がりましょう。しかし、時間数の比較的少ない兵学校で、しかも戦局日々に緊迫の度を加えつつある折から、このような授業はまどろっこしく、且つ非能率だと思われてなりませんでした。また微妙な個所は外国の言葉ではままならず…」という。井上も、「井上式英語教授法」の徹底が難しいことは理解しており、授業視察で、自分の期待通りの英語教育が実行されていないのを見ても、「井上式」を強制することはなかった。
井上は兵学校にはつまらないルールが多すぎる、という結論に達し、生徒隊と企画課に訓育・学術教育とも、もっとゆとりのあるやり方に改めるよう指示した。その結果、生徒隊では隊務処理を、生徒が居住する「生徒館」内で済ませるよう改め、ルールを減らしていった。井上の改革は、生徒隊監事をして「校長はみんなぶちこわしてしまう」と言わせるほどであった。学術教育についての井上の考え「詰め込み教育の改善」（井上の前任の各校長も、井上同様の印象を持ち、部下に検討・改善を指示していた）の実現は困難だった。井上の求めに応じて、企画課が検討して提出した答申は「かつて、永野校長時代に導入したダルトン・プランは失敗に終わった。当時の修業年限は3年8か月（その後、4年まで延長）あったが、現在は3年であり、さらに短縮される趨勢である。兵学校の学術教育で教えるべき内容が増えているのに、入校者の学力は、中学校の教育水準の低下によって落ちる一方。生徒数の増加によって、上下の格差が開いている。現在の兵学校の学術教育は、『劣』の生徒に、十分正確に理解させるので手一杯である」という趣旨であった。井上は「生徒数が非常に多くなっていたので、リモートコントロール方式、つまり教官たちに私の考えを充分理解してもらい、教官を通じて生徒たちに私の考え方を伝えてもらう方式を採った。私が兵学校で、何千人という生徒に対してやったのは『教官教育』です。それしか手はないと考えました」と回想する。
井上は、兵学校長に着任して生徒の様子を実見した印象を「あのころの流行語でいうと、張り切っているのです。張り切っているというのは、私、大嫌いなんです。人間、朝から晩まで張り切っていられるものではないんです。リズムがあるはずなんだ」「下士官、兵ならいい。人から命じられて、人の指図で働くには、ああいうのが最良の部下なんだ。しかし、士官というものは、何を、いかに、いつ、どこでどうすべきかを、自分で考えて決定せねばならない。つまり、士官にとって自由裁量が一番大切なのだ。生徒に家畜みたいな生活をさせてはいけない、そう思いました」と回想する。
井上が兵学校長に着任して約半年後、旧知の間柄でもある陸軍士官学校長の牛島満中将が兵学校を視察した際、「井上さん、君の所の生徒は皆可愛い顔をしている。私の所の生徒はもっと憎らしい顔をしているがね」と言った。これに対して、井上は「制服の色や形のせいでしょう」と答えているが、「校長横暴と言われながらもやってきたことの成果が出ている。他所の人も同じ感じを持つんだ」と、内心自ら慰めるところがあった。

## 親族
父の嘉矩（よしのり）は1847年（弘化4年）生まれの旧幕臣で数理に長じ、若くして御勘定奉行所普請方に出仕した（普請役30俵3人扶持）。長崎に留学してオランダ人に建築術を学んだという。明治になって大蔵省に勤め、宮城県庁に転じて一等属を務めた。一等属は、県令（県知事）、大書記官（副知事）に次ぐナンバー・スリーの職であり、後年の出納長に相当する重職であった。嘉矩は視力悪化のため、1878年（明治11年）12月に40歳を過ぎたばかりの壮年で宮城県庁一等属を辞した。退職後は、仙台市坊主町54・53（現在の仙台市青葉区国見二丁目5-38、仙台市立第一中学校の北側にあたる。当時の仙台の市街地からは外れる）に住み、ブドウ園を経営した。広い土地で人を使ってブドウを栽培したが、300円かけて300円の収入がようやく得られるような経営状態だったと伝わる。他の事業の失敗による借財もあり、そのため県庁退職後の井上家の家計は苦しく、後妻に入った井上の生母「もと」が持参金代わりに実家の角田石川家から分与された相当な土地からの年貢米に頼る状態だった。晩年の嘉矩は嗣子の秀二と同居し、1915年（大正4年）11月17日に68歳で没した。1950年（昭和25年）、井上の次兄・井上達三陸軍中将が死去した際、葬儀の参列者に、元海軍士官で若くして予備役に編入された者がいた。親戚の一人が「あの人はいい人なのに海軍を早く退いて…」と言ったのに対し、井上は「（海軍を早く）辞めさせられたのには、それだけの理由があったのだ」と言い放った。
井上が数学に長じていたことは知られるが、父の嘉矩がそうであったように、井上の親族には数学に長じた者が多い。井上の長兄の秀二は著名な土木技術者となり、次兄の達三は陸軍砲兵将校（士官候補生のうち数学を得意とする者が砲兵科・工兵科を志望した）として中将に昇っている。
井上の後妻となった富士子は、井上の入院中に「面会謝絶」の医師の指示を頑強に守り通そうとして、遠方から駆けつけた親戚の阿部信行、山梨勝之進大将などの大事な見舞客を追い返したり、井上との結婚後に、井上の亡妻の喜久子の親戚筋である阿部家、稲田正純陸軍中将の家、大石堅志郎海軍大佐の家らに、「今後、井上宅への来訪は見合わせて頂きたい」という「縁切り状」を井上の名で送ったり、井上の親戚、旧部下、英語塾の教え子などの「井上と縁のある女性」が井上宅を訪れた時に井上に無断で門前払いしたり、彼女たちから井上に届いた手紙を、井上に見せずに捨ててしまうなど、批判されても仕方ない所があった。井上の親族の中でも、戦後の井上と最も親しかった伊藤由里子は「あの方、要するに海軍大将夫人におなりになりたかったんじゃないの」と、富士子へのきつい批判を洩らした。
秀二の次男で、井上本家を継いだ井上秀郎（ひでお。1980年（昭和55年）死去。大学教授）は数学教師で、戦前は成蹊高等学校に勤務していた。秀郎は井上と一卵性双生児のように容姿が似ており、秀郎の妻の達子によると、容姿に加え性格も井上と良く似ていた。秀二の長男井上嘉瑞（1902年 - 1956年）は、日本郵船の社員として5年間ロンドンに駐在中、欧文書体の活字を収集し、タイポグラフィを学ぶ。在英中『印刷雑誌』1937年（昭和12年）1月号に「田舎臭い日本の欧文印刷」を発表し、日本の欧文印刷のレベルの低さを指摘した。帰国後、独自の印刷工房である嘉瑞工房を創業し、その著作を数多く出版した。同工房は唯一の弟子である高岡重蔵が継ぎ、今日まで存続している。
井上は1968年（昭和43年）に海兵クラス会の会報に寄稿し、中学3年の時に父に呼ばれて「家計が苦しいので、兄（秀二と他1名）のように高等学校にやる訳にはいかない」と言われたこと、海軍兵学校を志望した一番の理由は「海兵に進んだ先輩が帰郷した時の短剣姿に憧れたから」だと記している。
嘉矩は前妻と三男一女を儲けたが、いずれも明治中頃までに夭折した。後妻に入った井上の生母「もと」は、仙台藩主伊達家の一門首席の名家で、角田で2万1千石を領する角田石川家第37代当主石川義光の第10女。1875年（明治8年）に19歳で、前妻を亡くしたばかりの井上嘉矩に嫁して九男を産み、1901年（明治34年）12月16日に46歳で没した。女子ながら漢籍に通じており、かつ琴の名手であった。「もと」の音楽の素養は、井上とその兄弟に受け継がれた。井上が琴・ピアノをはじめとする多数の楽器を奏きこなし、音楽好きとして海軍部内で有名だったのは知られるが、仙台に住んでいる時から井上兄弟は合奏や歌を楽しみ、ヴァイオリンやピアノを自作して奏いていたという。
井上は13人兄弟（十二男一女）の十一男であり、異母兄姉がみな夭折したため事実上の長男は四男の秀二であった。兵学校の採用試験で、試験官に家庭状況を問われて「十一男です」と答え、「ふざけた返事をするな」と叱られたという。井上の実兄弟は、すぐ上の兄である美暢が1952年（昭和27年）1月2日に病没したのを最後に、井上の生前に全て死去していた。
祖父：石川義光角田石川家第37代当主。
伯父：田村邦栄陸奥一関藩主。
伯父：田村崇顕陸奥一関藩主。
従兄：田村丕顕海軍少将。
実兄：井上秀二土木技術者。
実兄：井上達三陸軍中将。夫人は荒城卓爾（陸軍少将）・荒城二郎（海軍中将）の妹。
実兄：井上美暢（よしのぶ）陸軍大佐、士候20期。中尉時代に非行に走る聯隊長に制裁を加えたため陸大を受験できなかった。万年大佐に終わるも、豪放磊落で酒好きだった美暢とは、成美は反りが合わず、仲違いをしていたエピソードが伝わる。
娘婿：丸田吉人（よしんど）海軍軍医中佐、北海道帝国大学医学部在学中に海軍軍医学生となった現役軍医科士官。重巡「鳥海」軍医長としてレイテ沖海戦で戦死。父は丸田幸治 海軍軍医少将。
相婿：阿部信行陸軍大将、内閣総理大臣。井上の先妻・喜久代の長姉・ミツを娶る。喜久代の父は、陸軍二等主計正（後年の陸軍主計中佐）の原知信（とものぶ）。原は、陸軍を早く退き、金沢市で陶磁器会社の重役をしていた。
相婿：関寿雄陸軍大佐、士候13期。喜久代の次姉を娶る。
相婿：大石堅四郎海軍大佐、兵42期。喜久代の妹を娶る。
親類：稲田正純陸軍中将。阿部信行の娘である和子を娶る。和子は、少女時代に井上成美にたいへん可愛がられた。琴に長じる井上は、阿部信行の家で、かつて稲田のために「六段の調」を弾いてくれた。稲田は大佐で参謀本部作戦課長を務めていた時、三国同盟締結に関して海軍省軍務局長であった井上に直談判を試みたが、相手にされなかった。

## 年譜
- 1889年（明治22年）12月9日- 宮城県仙台市生
- 1902年（明治35年）3月31日- 宮城県尋常師範学校附属小学校高等科2年修了。
  - 4月1日- 宮城県立第一中学校（分校）入学
- 1906年（明治39年）10月31日- 海軍兵学校合格により、宮城県立第二中学校を5年生で中退。
  - 11月24日- 海軍兵学校第37期入校。入校時成績順位181名中9番
- 1909年（明治42年）11月19日- 海軍兵学校卒業、卒業時成績順位は179名中2番。命 少尉候補生、2等巡洋艦「宗谷」乗組、練習艦隊近海航海出発。 大連-仁川-鎮海湾-佐世保-鹿児島-津方面巡航 
  - 12月29日- 帰着
- 1910年（明治43年）2月1日- 練習艦隊遠洋航海出発。 マニラ-アンボイナ-パーム島-タウンズビル-ブリスベーン-シドニー-ホバート-メルボルン-フリーマントル-バタヴィア-シンガポール-香港-馬公-基隆方面巡航
  - 7月3日- 帰着
  - 7月16日- 戦艦「三笠」乗組
  - 12月1日- 装甲巡洋艦「春日」乗組
  - 12月15日- 任 海軍少尉。兵37期の最先任者となる。
- 1911年（明治44年）1月18日- 巡洋戦艦「鞍馬」乗組 イギリス国王ジョージ5世戴冠式兼観艦式列席 
  - 11月12日- 帰朝
- 1912年（明治45年）4月24日- 海軍砲術学校普通科学生
  - 8月9日- 海軍水雷学校普通科学生
  - 12月1日- 任 海軍中尉
- 1913年（大正2年）2月10日- 二等海防艦「高千穂」乗組
  - 9月26日- 巡洋戦艦「比叡」乗組
- 1915年（大正4年）7月19日- 第17駆逐隊附。駆逐艦「桜」乗組
  - 12月13日- 任 海軍大尉・戦艦「扶桑」分隊長
- 1916年（大正5年）12月1日- 海軍大学校乙種学生
- 1917年（大正6年）5月1日- 海軍大学校専修学生
  - 12月1日- 砲艦「淀」航海長 第一次世界大戦により、インド洋方面での通商保護、日本が占領した独領南方諸島の警備行動に従事
- 1918年（大正7年）12月1日- スイス国駐在 ドイツ語修得従事
- 1920年（大正9年）7月1日- 平和条約実施委員 ドイツ軍武装解除に従事
  - 9月1日- フランス国駐在 フランス語修得従事
- 1921年（大正10年）12月1日- 任 海軍少佐・帰朝
- 1922年（大正11年）3月1日- 軽巡洋艦「球磨」航海長兼分隊長
  - 12月1日- 海軍大学校甲種学生（第22期）
- 1924年（大正13年）12月1日- 海軍大学校甲種学生卒業、海軍省軍務局局員 第一課B局員
- 1925年（大正14年）12月1日- 任 海軍中佐
- 1927年（昭和2年）10月1日- 海軍軍令部出仕
  - 11月1日- 在イタリア日本大使館（イタリア語版）附海軍駐在武官兼艦政本部造船造兵監督官兼航空本部造兵監督官
- 1929年（昭和4年）8月1日- 帰朝
  - 11月30日- 任 海軍大佐
- 1930年（昭和5年）1月10日- 海軍大学校教官
- 1932年（昭和7年）10月1日- 軍令部出仕兼海軍省出仕 軍務局第一課勤務 
  - 11月1日- 海軍省軍務局第一課長
- 1933年（昭和8年）9月20日- 横須賀鎮守府付
  - 11月15日- 練習戦艦「比叡」艦長
- 1935年（昭和10年）8月1日- 横須賀鎮守府付
  - 11月15日- 任 海軍少将・横須賀鎮守府参謀長
- 1936年（昭和11年）11月16日- 軍令部出仕兼海軍省出仕 兵科機関科将校統合問題研究従事
- 1937年（昭和12年）10月20日- 海軍省軍務局長兼将官会議議員
- 1939年（昭和14年）10月18日- 軍令部出仕
  - 10月23日- 支那方面艦隊参謀長兼第三艦隊参謀長
  - 11月15日- 任 海軍中将。同日付で第三艦隊が解隊、兼任の第三艦隊参謀長は自然解職
- 1940年（昭和15年）4月29日- 勲一等旭日大綬章、功三級金鵄勲章受章
  - 9月25日- 「北部仏印進駐反対」進言電報送信
  - 10月1日- 海軍航空本部長
- 1941年（昭和16年）1月22日- 「新軍備計画論」を及川古志郎海軍大臣に提出
  - 4月4日- 兼 海軍次官代理。海軍次官沢本頼雄の着任迄（兼任期間は、4月4日から約2週間[116]）
  - 8月11日- 第四艦隊司令長官に親補される
- 1942年（昭和17年）10月26日- 海軍兵学校長
- 1944年（昭和19年）8月5日- 海軍次官。特に親任官の待遇を賜わる
  - 8月29日- 終戦工作開始
  - 11月4日- 兼 艦政本部長
  - 11月18日- 免 艦政本部長
- 1945年（昭和20年）5月15日- 海軍大将に親任される。軍事参議官に親補される
  - 9月10日- 海軍大臣より第五航空艦隊の終戦事務の状況査閲を命じられる。大分・松山・美保で査閲にあたり、9月24日に東京に帰着、同月末に海軍大臣に査閲結果を報告[251]
  - 10月10日- 待命
  - 10月15日- 予備役
- 1975年（昭和50年）12月15日- 神奈川県横須賀市長井の自宅で死去。86歳没

墓所は東京都府中市多磨霊園所在。

## 栄典
位階
- 1916年（大正5年）1月21日 - 正七位[370]
- 1941年（昭和16年）12月15日 - 正四位
- 1945年（昭和20年）2月1日 - 従三位

## 井上成美を演じた俳優
- 森雅之 - 『あゝ海軍』 (1970年、大映)  ※井上が海軍兵学校長のモデル。
- 仲谷昇 - 『海にかける虹〜山本五十六と日本海軍』（1983年、TX）
- 中井貴一 - 『海の夕映え 最後の海軍大将井上成美』 (1992年、NTV)
- 小林桂樹 - 同上、※壮年期
- 平泉成 - 郷土の偉人シリーズ『海軍少将 高木惣吉 ～すみやかに戦争の終結をはかるべし～』（2001年11月3日、TKU）
- 柳葉敏郎 - 『聯合艦隊司令長官 山本五十六』 (2011年、東映)

## 著書
- 『思い出の記』井上成美私稿